# Historia de las izquierdas en la Argentina
En la historia política de la Argentina, los partidos de izquierda han tenido una influencia mucho mayor por su actuación en la calle, en la prensa escrita y en las ideas que por sus resultados electorales y su –hasta ahora– nula experiencia en la gestión de gobierno nacional.
Surgidos como subproducto de la acción sindical o revolucionaria, los primeros grupos izquierdistas estuvieron divididos entre el Partido Socialista, que hacían énfasis en la labor política y en algún momento llevaron a Alfredo Palacios al Congreso, y los grupos anarquistas, que rechazaban la acción política y pretendían utilizar a sus sindicatos como herramienta para la revolución social y política. Después del estallido de la Revolución Rusa de 1917, surgieron como ideologías separadas el comunismo, devenido gradualmente en estalinismo, y el trotskismo, que defendía la idea de la revolución permanente. Desde ese momento, también, el Partido Socialista inició una lenta migración a posiciones de centroizquierda –y hasta se desprendió de él un Partido Socialista Independiente, con posiciones de centroderecha y algunos dirigentes nítidamente liberales.
El fenómeno que afectó a todos estos grupos por igual fue el surgimiento del peronismo, que logró la lealtad de gran parte de los más humildes, y especialmente de los trabajadores manuales sindicalizados. Esto obligó a las izquierdas a la confrontación permanente con el peronismo, y tuvo gran influencia en que el Partido Socialista terminase su viraje a ideologías de centro, y colaborase con los grupos de la derecha política en el derrocamiento y la exclusión política del peronismo.
Desde el 56, tras la caída de Juan Domingo Perón, y acompañando el escenario internacional crítico con la URSS, caló entre la izquierda argentina la influencia de la Nueva Izquierda, que en tan solo una década logró instalarse como hegemónica en las juventudes. Se trató de un distanciamiento hacia los Partidos comunistas y a las ideas marxistas, aportando un nuevo foco en valores progresistas. En términos académicos, esto se expresó en la inclusión de innovadoras disciplinas como la sociología de la mano de Gino Germani o la psicología como carreras en la UBA, en lo que Oscar Terán denomina un "proceso de modernización cultural que cubre el decenio 1956-1966".  Inspirados por la revolución cubana, la nueva izquierda derivó en Argentina en la creación de movimientos armados, en un clima de creciente radicalización política.
Durante las décadas del 60 y del 70, jóvenes de todas las tendencias –desde la extrema derecha hasta la extrema izquierda– se lanzaron a la lucha armada como forma central de acción política, mientras los sindicatos, que también tenían sus grupos armados para defenderse, parecían sólidamente incorporados al peronismo. Todos ellos sin distinción –organizaciones armadas, sindicatos, partidos políticos, intelectuales– fueron perseguidos y diezmados por el Proceso de Reorganización Nacional.
A partir del regreso a la democracia, en 1983, el Partido Socialista se mantuvo lejos de las preferencias populares, con la sola excepción de la provincia de Santa Fe, donde gobernó el Estado provincial entre 2007 y 2019; de todos modos, resulta muy problemático considerarlo un partido de izquierda [cita requerida]. La izquierda propiamente dicha abandonó tempranamente al Partido Comunista para seguir a un puñado de partidos trotskistas enfrentados entre sí, y que sólo tardíamente aprendieron a colaborar electoralmente, con lo que lograron llevar al Congreso a varios diputados nacionales, pero en ningún caso la administración estatal nacional, provincial ni local.

## Prehistoria de la izquierda y de la cuestión social en la Argentina
A partir de la década de 1850 surgieron en Buenos Aires las primeras organizaciones gremiales. Eran sociedades de socorros mutuos, creadas para proteger a sus miembros en casos críticos en que su supervivencia y la de su familia estuvieran en riesgo; también garantizaban a cada socio un funeral «decente». En estas funciones reemplazaban a las cofradías religiosas de los siglos XVII y XVIII, que habían prácticamente desaparecido durante la década de la Independencia. A partir de los años 1870, y con más intensidad a partir de 1885, durante la Gran inmigración europea, hubo una "una difusión muy grande del mutualismo italiano en buena parte del país, en especial en las regiones de más reciente expansión económica". En esta época también comenzaron a luchar por mejoras en los salarios, la reducción de la jornada laboral y otros reclamos referidos a su situación de empleados u obreros.

### Surgimiento e identificación como clase obrera
La clase obrera existe desde que existe el trabajo asalariado, y eso incluye a la Argentina desde su origen. Pero fue necesario que ésta se identificase a sí misma como tal, es decir como conjunto amplio de trabajadores con un conjunto de similares problemas que resolver, para que la clase obrera surgiera como actor social y político. En Buenos Aires, esto comenzó a ocurrir a fines del gobierno de Juan Manuel de Rosas, cuando una numerosa población inmigrante de origen predominantemente italiano, español e irlandés inició el reclamo por ciertas reivindicaciones, en parte imitando a los reclamos de la revolución del 48 en Europa central. Durante no menos de una década, tuvieron muy escaso eco inclusive entre otros miembros de la misma clase.
En la segunda mitad de los años 1850 surge una pequeña burguesía industrial y se forman los primeros conventillos como forma usual de alojamiento para los obreros. En 1857 surgió la Sociedad de Zapateros San Crispín y la Sociedad Tipográfica Bonaerense, primeros sindicatos formales del país. El año anterior, un diario porteño opinaba que la mitad de los seis mil inmigrantes franceses en Buenos Aires eran socialistas. En 1858 se publicó el primer periódico El Proletario, del cual surgió semanas más tarde la asociación La Fraternal, una especie de mutual más que sindicato, formada por negros, mulatos y pardos. En 1863 se publicó El Artesano, sindicato de los gremios mejor pagados de la ciudad; el tono general de sus reclamos adolece de la contaminación con menciones continuas a la historia clásica griega y romana, y a los problemas de las clases trabajadoras europeas. En 1867 surge el periódico El Obrero, y dos años más tarde La Verdad: las discusiones acerca de las condiciones de trabajo y de vida de las clases trabajadoras ya no cabían en un solo periódico.
Dos periódicos marcaron esa década: La Broma –cuyo nombre hace referencia al molusco que agujerea y debilita los cascos de los buques de madera– y La Luz, el primero en hacer referencia a la distinción entre socialismo y comunismo. En 1870 existían sindicatos de tipógrafos, de panaderos y de albañiles, y durante la década siguiente se les incorporó uno de zapateros y alguna organización de los ferroviarios. Los obreros de origen francés y alemán intentaron tener participación en la Primera Internacional, en particular porque muchos de los inmigrantes alemanes eran socialistas que huían de la persecución de Otto Von Bismarck en el Imperio Alemán. En cualquier caso, hasta entrada la década de 1880, ningún intento se hizo de participación en política.

### El Club Vorwärts yEl Obrero
La primera huelga formal de la que se tiene noticia es la gran huelga de tipógrafos de septiembre de 1878. Fue un rotundo fracaso frente a los propietarios de las imprentas, el periodismo y el Estado, que consideraban a la huelga una despreciable forma de extorsión, pero fue la primera de una serie de grandes huelgas que marcaron toda la década de 1880.
La fundación del Club Vorwärts en 1882 y de su órgano de prensa poco después significó el final de la prehistoria del movimiento obrero y de las ideas socialistas en la Argentina: se encargó de difundir las ideas socialistas mucho más que nadie antes que ellos, prestaban su local para las reuniones de los sindicatos en formación o que no tuvieran sede propia, y hasta ayudaban a financiar la ayuda monetaria que éstos hacían llegar a los obreros en huelga. Sobre todo, aunque sus miembros eran inexcusablemente alemanes, colaboraron con los obreros y sindicatos de todos los orígenes. Además fueron grandes difusores de las ideas comunistas, confrontaron con éxito contra los socialistas utópicos, y –más enérgicamente pero sin un éxito visible– contra los anarquistas. En 1890 dirigió la organización de la primera manifestación del 1 de mayo, Día Internacional de los Trabajadores, con una cantidad de más de 3000 trabajadores, una cifra  considerable teniendo en cuenta la amenaza policial y la fase inicial del movimiento. Ese mismo año logró juntar 20 000 firmas para un petitorio que fue presentado a la Cámara de Diputados de la Nación, en el que se solicitaba una jornada de ocho horas, reglamentaciones especiales para jóvenes y mujeres, prohibición del trabajo nocturno no indispensable, descanso dominical y tribunales de resolución de conflictos.
Días después del 1 de mayo, se organizó la Federación Obrera, que reunía muchos de los sindicatos más antiguos, más algunos más nuevos, como el de cigarreros, carpinteros y obreros del libro. Además contenía una Sección Varia, con obreros que todavía no habían conseguido formar su propio sindicato por actividad. Sin embargo, el estado de sitio sancionado a partir de la Revolución del Parque truncó la posibilidad de crecimiento. Y, por otro lado, terminó de generar la ruptura definitiva con los anarquistas. La Federación Obrera no pasó de los tres años de vida.
En 1890, varias semanas después de la Revolución del Parque, surgió el periódico El Obrero, dirigido por Germán Avé Lallemant, primer dirigente indudablemente marxista, que a través de su medio de prensa analizó la realidad de su época, más que contribuir directamente a cambiarla. Tras el fracaso de la Federación, Avé Lallemant, que había pretendido convertirla en un partido político, abandonó su diario y más tarde sería un dirigente provincial de la Unión Cívica Radical en San Luis antes de volver al Partido Socialista.

## Un comienzo: socialistas y anarquistas
Desde 1896 hasta la fundación del Partido Comunista, el único partido de izquierda fue el Partido Socialista, que además controlaba la mayoría de los sindicatos. Otros movimientos de izquierda se encontraban más distanciados del sistema político, dado que en la época de la República Conservadora (Argentina), su acceso estaba limitado. A raíz de críticas a este sistema exclusivista, tuvieron mucha popularidad las ideas anarquistas.
En cualquier caso, socialistas y anarquistas se organizaban por medio de sindicatos, que usualmente eran las instituciones protagonistas de las actividades combativas en lo laboral.

### El Partido Socialista
Desde 1896 hasta la fundación del Partido Comunista, el único partido de izquierda fue el Partido Socialista, que además controlaba la mayoría de los sindicatos. Otros movimientos de izquierda se encontraban más distanciados del sistema político, por obligación o voluntad  

#### Fundación del Partido Socialista yLa Vanguardia
El 14 de diciembre de 1892, durante una reunión de la Sección Varia –que era todo lo que quedaba de la Federación Obrera– se decidió que ésta quedaría disuelta y sus miembros formarían la Agrupación Socialista, Partido Obrero, sección Buenos Aires, que poco después cambiaría su nombre a Partido Socialista. Durante sus dos primeros años no tuvo una forma orgánica: por ejemplo, no tuvo un presidente.

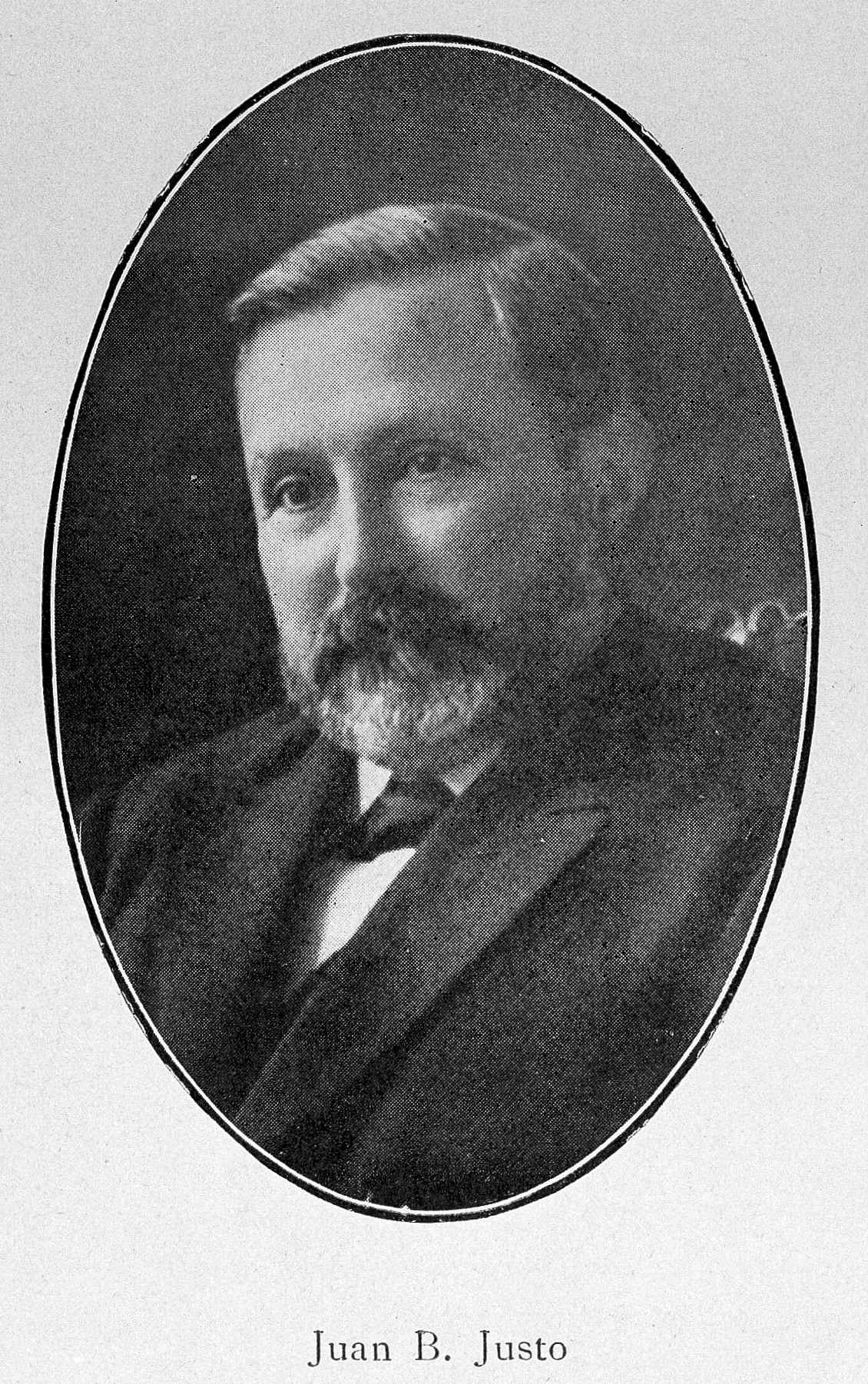
Juan Bautista Justo

En agosto de 1893, un grupo de dirigentes socialistas intentó crear un órgano periodístico para el partido; estuvieron a punto de fracasar por sus visiones contrapuestas y falta de dinero, pero en ese momento terció un invitado, un médico español de clase media-alta, Juan Bautista Justo, que puso dinero de su bolsillo en grandes cantidades para que el periódico saliera adelante. El 7 de abril de 1894 se publicó el primer número de La Vanguardia, órgano oficial del Partido Socialista, dirigido por Juan B. Justo. A fines de ese mes, la Agrupación Socialista, la agrupación francesa Les Egaux (los iguales), fundada en 1891, Il Fascio dei Lavoratori, formado en 1992 por italianos, y la Agrupación Socialista Les Fulmi et Ago se unieron para fundar el Partido Socialista Obrero Internacional. Pero recién en 1895 se creó el Comité Central de quince miembros.
La influencia de Justo en la conformación del Partido fue central en varios aspectos; uno de ellos fue la división de su acción en tres áreas de acción: el político, el cooperativismo y la acción gremial, tres formas de acción que se deseaban mantener coordinadas, pero con gran autonomía entre ellas. La acción política, por otro lado, tenía la primacía en la dirección del partido, que nunca se presentó como una opción por fuera de la política electoral.
La primera participación del PS en una elección legislativa fue el 8 de marzo de 1896, en la Capital Federal; fueron los candidatos: Juan B. Justo, Adrián Patroni, Juan Scheafer, Germán Avé Lallemant y Gabriel Abad, y obtuvieron 138 votos. Quizá hayan obtenido más, pero el abierto fraude que se practicaba en cada elección impide saberlo. Fue después de esa elección que, en julio del mismo año, el partido fue fundado oficialmente, bajo la presidencia de Juan B. Justo y con los estatutos redactados principalmente por él.
Hubo otras publicaciones socialistas, de las cuales sólo cabe destacar a La Montaña, de 1897, y eso sólo porque sus directores eran José Ingenieros y Leopoldo Lugones, que habían militado en un subgrupo del PS, el Centro Socialista Universitario. Por su parte, en 1895 se fundó el Partido Socialista Obrero Argentino, formado por 19 centros socialistas y 16 centros sindicales; su primer presidente fue Antonio Piñero. Es probable que la altura intelectual del presidente, claramente menor que la de Justo, Ingenieros u otros dirigentes como Alfredo Palacios, Manuel Ugarte, Mario Bravo –todos representantes del aporte latinoamericanista y antiimperialista– y Enrique del Valle Iberlucea permitió que cada uno de ellos aportase al conjunto sin pretender opacar a los demás; las formas personalistas de Julio Argentino Roca o de Hipólito Yrigoyen no tuvieron lugar en el Partido Socialista.
En 1904, por iniciativa del ministro Joaquín Víctor González, se llevó adelante la única elección de la historia argentina en que se eligió un candidato por cada distrito, de los 120 en que fue dividido el territorio nacional. Como dato interesante, en el circunscripción 4.ª de la Capital Federal, que incluía el popular barrio de La Boca, fue elegido el primer legislador socialista de América Latina, Alfredo Palacios.
En 1906, una parte del PS se separó del mismo, para fundar el sindicalismo revolucionario, tendencia que dominaría buena parte de la acción sindical durante cuarenta años, pero que –con el paso del tiempo– renunció a su rama política para centrarse únicamente en su acción sindical.
Desde 1912 surgió una nueva línea opositora –el Socialismo Revolucionario– para oponerse al Socialismo Reformista que dominaba el partido. Los revolucionarios se radicalizarían cada vez más, hasta que, enero de 1918, se convirtieron en el Partido Comunista. Desde la Revolución de Octubre se convirtieron en no mucho más que una representación del Partido Comunista de la Unión Soviética.
El avance del anarquismo, del sindicalismo no partidario y del socialismo llevaron al gobierno a responder con la Ley de Residencia de 1902, y la Ley de Defensa Social en 1909. El Partido Socialista publicó varios manifiestos reclamando su derogación, pero debían ser cautelosos, ya que el amplio predominio de los trabajadores extranjeros entre los sindicalizados facilitaba la expulsión de los manifestantes que fuesen arrestados.
Desde la sanción de la Ley Sáenz Peña, el Partido Socialista buscó obtener bancas a nivel nacional, provincial o municipal. Los resultados no fueron prometedores: obtuvieron numerosas bancas en el municipio de Zárate, y en 1920 el gobierno municipal de Mar del Plata, donde gobernaron alrededor de la mitad de los períodos de gobierno hasta 1976, además de algunas bancas en el Concejo Deliberante de la Capital Federal.

#### Un programa electoral mínimo
Antes de cada elección, el Partido Socialista presentaba un "programa mínimo" de reivindicaciones que se proponía llevar al Congreso. Como un ejemplo de estos programas, se puede citar el de las elecciones de 1900:
1. -Anulación de los impuestos indirectos sobre el consumo, y su reemplazo por un impuesto directo y progresivo sobre la renta.
2. -Sufragio universal y voto secreto en todas las elecciones.
3. -Representación de las minorías y registro permanente de votantes.
4. -Jornada laboral de 8 horas para los adultos, de seis horas para jóvenes de 14 a 18 años, y prohibición del trabajo de menores. Descanso de 36 horas corridas los fines de semana.
5. -Responsabilidad patronal en los accidentes de trabajo.
6. -Supresión del Ejército permanente y armamento del conjunto del pueblo.
7. -Reconocimiento de los derechos de ciudadanos a los extranjeros que tengan un año de residencia.
8. -Instrucción obligatoria y laica para todos los niños hasta los 14 años de edad; cuando sea imprescindible, manutención de los mismos por el Estado.
9. -Revocabilidad de los representantes en caso de no cumplir con el mandato recibido en ocasión de su elección.
10. -Abolición de las leyes sobre vagancia y sobre conchabo.
11. -Reconocimiento legal de las asociaciones obreras.
12. -Reglamentación de normas higiénicas para el trabajo, eliminación del trabajo nocturno no imprescindible, prohibición del trabajo femenino allí donde éste ponga en peligro la maternidad o la moralidad.
13. -Tribunales mixtos de resolución de conflictos laborales, con una mitad de sus miembros nombrados por la patronal, y la otra mitad por los obreros.
14. -Igual paga por igual trabajo, para ambos sexos.
15. -Separación de la Iglesia del Estado, supresión de las prerrogativas del clero.
16. -Autonomía municipal.
17. -Juicios penales por jurados elegidos por el pueblo.
18. -Abolición de la pena de muerte.
19. -Ley de divorcio.

Este programa, de izquierda maximalista, iría perdiendo fuerza a lo largo de las tres primeras décadas del siglo XX, y el partido se iría haciendo cada vez más moderado en su izquierdismo.

### Los anarquistas
Junto al Partido Socialista y a los sindicalistas revolucionarios existía otra corriente de pensamiento muy influyente: el anarquismo. Los anarquistas, al no apoyar la existencia de gobiernos y Estados, tampoco creen en la capacidad de la política partidaria de generar cambios, por lo que tendieron a otro tipo de organizaciones, independientes de la política tradicional. De modo que su historia sólo se conoce por sus manifestaciones, sus atentados y sus proclamas .

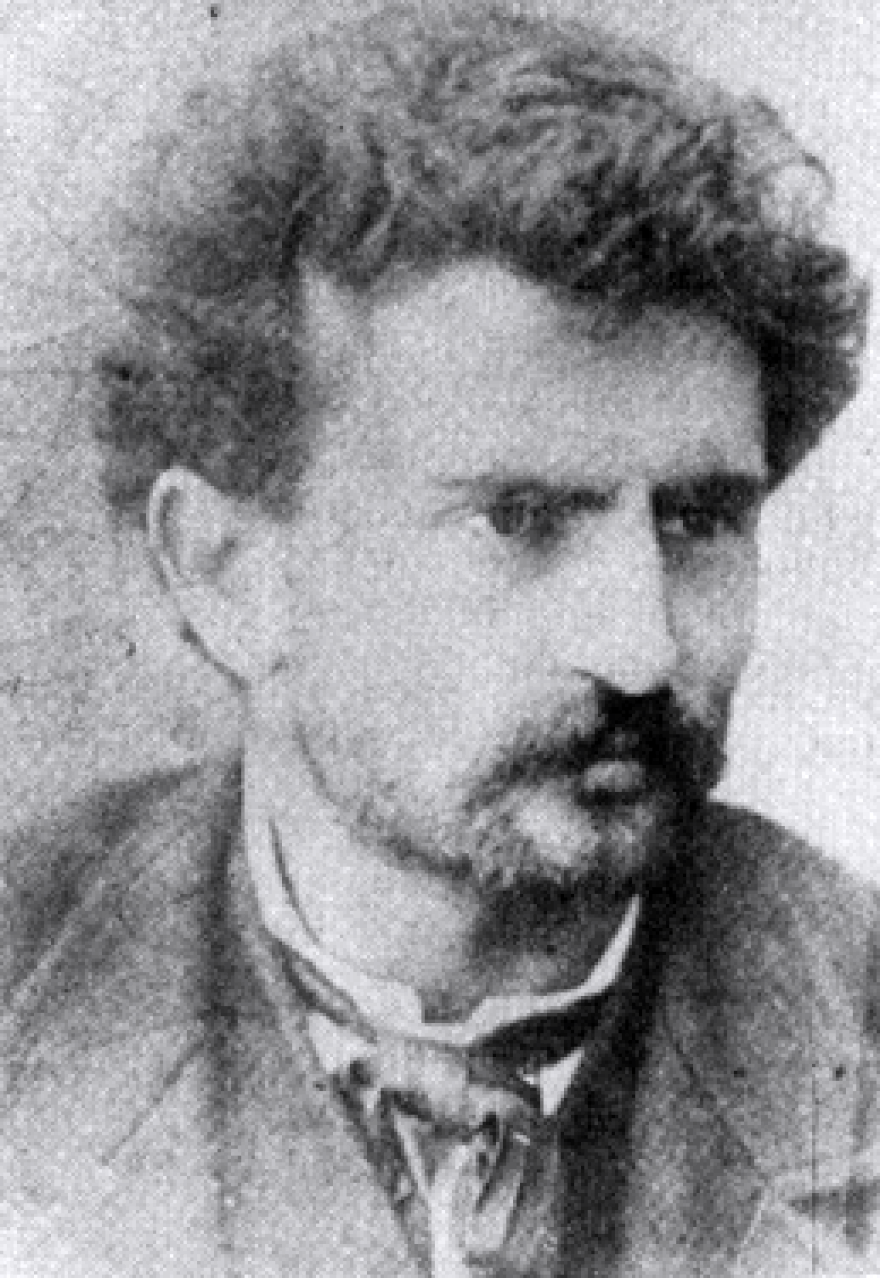
Errico Malatesta

Ya existían pequeños grupos anarquistas cuando, entre 1885 y 1889, el italiano Errico Malatesta se puso al frente de los grupos de Rosario, fundó un Grupo de Estudios Sociales, editó la revista La Questione Sociale en Buenos Aires pero en Italiano, y fundó la Sociedad Cosmopolita de Resistencia y Colocación de Obreros Panaderos, que en 1888 logró un claro éxito con su primera huelga. Sus viajes por el interior del país ayudaron a difundir el anarquismo.
Durante la última década del siglo XIX el anarquismo tendió a la acción directa y la propaganda desde pequeños grupos muy activos, para esquivar la represión policial. No obstante, al iniciarse el siglo XX pasó a predominar la tendencia a grupos más grandes, los llamados "grupos de resistencia" y los sindicatos de la corriente anarcosindicalista, especialmente a partir de la visita del italiano Pietro Gori. También a fines del novecientos se fundó el periódico –luego diario, con dos ediciones diarias– La Protesta Humana, que resultó ser el medio de difusión anarquista más exitoso de la historia mundial: además del notable número de ediciones, cada una estaba formada por varios miles de ejemplares. Con mucha menor influencia que en sus primeros años, La Protesta sigue siendo editado hasta la actualidad.
En 1901, varios sindicatos anarcosindicalistas fundaron la Federación Obrera Argentina, que poco más tarde pasaría a llamarse  Federación Obrera Regional Argentina (FORA), y que logró atraer a varios sindicatos más. En 1906 se han identificado 323 huelgas distintas, con un promedio de 600 trabajadores en huelga casi cada día del año.
En 1906 obtuvieron una importante victoria con la huelga de inquilinos –principalmente de conventillos– que, después de tres meses de resistencia, obligaron a muchos propietarios a mantener estables los precios de los alquileres. Pero en 1909, la policía irrumpió en la manifestación del 1 de mayo de la FORA, con siete muertos y un centenar de heridos; la respuesta fue la manifestación obrera más grande hasta entonces, con unos 300 000 manifestantes. Unos meses más tarde, un joven anarquista ucraniano asesinó con una bomba al responsable de la masacre: el jefe de la policía de la Capital, coronel Ramón L. Falcón, que ya había cometido crímenes similares con anterioridad.
La represión asociada a los festejos del Centenario Argentino logró dañar profundamente las estructuras del anarcosindicalismo, pero para 1913 ya estaban de nuevo en la calle, protestando, difundiendo sus ideas y organizando huelgas –en octubre de ese año lanzaron una huelga general. En 1909 se había fundado la Confederación Obrera Regional Argentina (CORA), parcialmente relacionada con el PS, pero que en 1914 y 1915 se unió a la FORA; esto disgustó a los grupos más extremistas de la FORA, que se separaron formando la FORA del V Congreso, e iniciaron lo que resultaría ser el camino a la creación de una corriente anarcocomunista.
La Revolución bolchevique dio nuevos impulsos a los anarquistas, pero ya hacia 1921 se empezaron a distanciar de la política de Lenin. En 1922, la FORA del V Congreso se unió con varios sindicatos menores y fundaron la Unión Sindical Argentina (USA); desde ese momento, esa fue la central sindical más poderosa del país, con capacidad para declarar huelgas cada vez que lo creyeran necesario. En 1924, por rechazo al Estado, la USA lanzó una campaña contra el proyecto de jubilaciones propuesto por el radicalismo; además de manifestaciones y publicidad, se lanzaron a una huelga general en la que, paradójicamente, contaron con el apoyo de la Asociación Nacional del Trabajo, una organización patronal de rompehuelgas y patotas formadas para atacar a los sindicatos; el proyecto fracasó por esta absurda alianza.
Por fuera del anarcosindicalismo, los anarquistas continuaron difundiendo sus ideas por medio de publicaciones efímeras y ocasionalmente lanzando atentados con bombas como forma de protesta por la acción. Sin embargo, la época de máxima actividad terrorista había durado hasta el año 1910, y había incluido tanto la muerte de Falcón como un fracasado atentado contra el presidente Manuel Quintana; en los años siguientes preferirían la difusión de ideas y el sindicalismo huelguista.

### El Grito de Alcorta
Los conflictos sociales no alcanzaban solamente a los asalariados: gran parte de la producción agrícola del país era generada por colonos –es decir, que se agrupaban en colonias– especialmente en las provincias de Santa Fe, Córdoba y Entre Ríos, y en menor medida en los territorios nacionales del Chaco, Formosa y Misiones. Algunos eran propietarios, pero en su mayoría iban cambiando de localidad cada tres a cinco años, que era el tiempo que duraban los contratos de alquiler de las parcelas que ocupaban. Estos colonos arrendatarios estaban obligados a pagar un porcentaje muy alto de sus cosechas al propietario de la colonia –una cifra habitual en Santa Fe en el año 1912 era un alquiler equivalente al 48% de todo lo que hubieran cosechado, que debía entregarse embolsado al terrateniente– que por su parte no aportaba nada más que la tierra. Ni siquiera indemnizaba al colono por las mejoras que hubiera hecho durante su permanencia: si había construido una casa o rancho, estaba obligado a derribarlo o destruirlo por el fuego.
La primera rebelión contra este estado de cosas ocurrió en una zona muy marginal para este modelo de producción: en torno a la localidad de Macachín, territorio nacional de La Pampa. Pero mucha mayor difusión tuvo la huelga agraria de 1912 en Alcorta (Santa Fe), donde los colonos se negaron a pagar a los terratenientes sus leoninos contratos. Para quienes hubieran contratado por alquiler del terreno, la situación era peor: de 20 pesos por hectárea en la primera década del siglo, hacia 1912 se había elevado a 50 pesos por hectárea, sin un aumento paralelo del valor del grano.

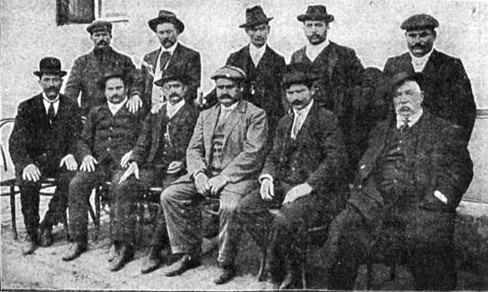
Comisión de huelga de los chacareros de Alcorta

Inspirados por las huelgas declaradas por los obreros de las ciudades, y empujados por dos malas cosechas en 1910 y 1911, los colonos se lanzaron repentinamente a la huelga, conocida como el Grito de Alcorta, reclamando directamente una reforma agraria que los hiciera dueños de la tierra que trabajaban. Las colonias cercanas se unieron de inmediato, mientras la policía reaccionaba arrestando a cientos de colonos; no obstante, por presión de los dueños de la tierra no se les aplicó la Ley de Residencia. Ese mismo año se fundó la Federación Agraria Argentina para representar a los colonos y a los pequeños propietarios. Los anarcosindicalistas pretendieron acercarse a ellos, pero no lograron puntos en común entre los reclamos de los obreros urbanos y los colonos rurales con aspiraciones a ser propietarios.
A mediano plazo, la huelga tuvo éxito: pese a la resistencia de la Sociedad Rural de Rosario, que consideraba a los huelguistas unos comunistas a quienes había que aplastar, la mayor parte de los propietarios aceptó alquileres y porcentajes más bajos. Una serie de buenas cosechas en 1913 y 1914 tranquilizó los ánimos de todos.
Mucho peores eran las condiciones de trabajo en los obrajes de tanino del norte de Santa Fe, donde a la dureza del trabajo en medio del monte se sumaban las estafas de las empresas tanineras, en particular de La Forestal, que pagaba todos los sueldos en mercadería o en cuasimonedas de cuero, sólo útiles en los almacenes de la empresa. Y peor aún era, si cabe, la condición de los indígenas chaqueños, arreados cada año a la zafra del azúcar en Salta, Jujuy y Tucumán, en condiciones de semiesclavitud. Aun así, en el año 1914, sus caciques se llevaron a sus tolderías en el Chaco a sus indígenas, mientras negociaban mejores condiciones de trabajo y –sobre todo– que alguna vez se cumplieran las promesas de los empresarios, siempre burladas.

## Revolución Rusa: comunismo, troskismo y represión
La Revolución Rusa modificó el escenario internacional, con la creación de la primera nación comunista. Su pretensión de expandir sus ideas a nivel mundial generaban terror en los gobiernos de todo el mundo, lo que llevó a un aumento generalizado de la represión de movimientos obreros o de izquierda. En términos académicos, se introdujeron nuevos grandes autores, como León Trotski o Lenin, y el trabajo de Marx y Engels pasó a ser más reconocido. 

### El Partido Comunista
Después del Centenario, surge una nueva camada de la Juventud Socialista, más radical que la conducción del partido, que a su vez recelaba de ellos, de modo que fueron adquiriendo autonomía y separándose del grupo más numeroso del PS. Se concebían a sí mismos como extremistas, y hacían mención de Marx en casi cualquier discurso que dieran o nota en su periódico, Palabra Socialista; lentamente fueron identificados como «marxistas», aunque por un tiempo más se mantuvieron dentro del partido.
La Primera Guerra Mundial generó en todos los partidos socialistas del mundo la discusión acerca de si correspondía ponerse del lado de la "patria" o del lado del proletariado. Si la decisión fuera la primera, era necesario combatir junto a los burgueses contra los enemigos externos; si fuera la segunda, era imprescindible tomar las armas, sublevarse contra los jefes y llevar adelante una guerra revolucionaria para acabar con "la burguesía". La primera posición tendía a ser adoptada por los socialistas moderados, y la segunda por los socialistas extremistas. En el socialismo argentino, la posición general era de crítica a la guerra, pero de simpatía por Francia y Gran Bretaña, de modo que no se ponían de acuerdo en si se debía apoyar el esfuerzo bélico contra las Potencias Centrales o apoyar la neutralidad; esta indefinición exacerbaba los enfrentamientos en la prensa entre moderados y maximalistas.
La diferencia entre los marxistas y los socialistas moderados no era tanta como para que no coincidieran aún en algunos puntos; por ejemplo, ninguno de los dos sectores tuvo en cuenta la opinión política de los sindicatos y sus líderes, a la que consideraban una «indebida injerencia». El Partido Socialista había mantenido su posición neutralista hasta comienzos de 1917; pero el 4 de abril de ese año, un submarino alemán hundió la goleta mercante argentina Monte Protegido, causando un incidente diplomático y debilitando la posición neutralista del presidente Yrigoyen; sin consultar previamente al partido, el bloque socialista de la Cámara de Diputados pidió al gobierno su participación activa en la Guerra, en contra de las Potencias Centrales. La dirigencia del partido organizó el III Congreso extraordinario para resolver el conflicto, el llamado «Congreso de La Verdi», así llamado por el lugar donde tuvo lugar, el 28 y 29 de abril de 1917. Los jóvenes marxistas lograron llegar antes y se notaba que eran mayoría; oradores de las dos tendencias rivalizaron en oratoria, pero el más exitoso fue José Penelón, un simple obrero que convención a muchos de los indecisos de sostener la neutralidad. Al votarse, ganó la postura marxista y neutralista. Pero en las semanas siguientes, la dirección del partido se negó a aplicar lo decidido en ese congreso. Los marxistas crearon un Comité de Defensa de la Resolución del III Congreso Extraordinario, la mesa directiva del partido ordenó que fuera disuelta, los marxistas se negaron: la ruptura estaba a la vista. Justo en ese momento llegó la noticia de la Revolución de Octubre, de modo que, cuando fueron expulsados del Partido los marxistas, entre ellos José Penelón, Alberto Palcos y Rodolfo Ghioldi, éstos ni se molestaron en protestar: el 6 de enero de 1918, en una reunión convocada ad hoc, fundaron el Partido Socialista Internacional, que en 1920 pasaría a a ser el Partido Comunista, con su periódico oficial, La Internacional.. El resto de los dirigentes, Antonio De Tomaso, Juan B. Justo, Enrique del Valle Iberlucea, Federico Pinedo, Augusto Bunge, Enrique Dickmann, quedaron como "dueños" del Partido Socialista y de todos sus símbolos.
Dirigido por Victorio Codovilla, Rodolfo Ghioldi y José Penelón, y con Luis Recabarren como primer Secretario General, el Partido Comunista llevó nuevamente adelante reivindicaciones maximalistas. Pero, falto de imaginación, buscó la inspiración directamente en el Partido Comunista de la Unión Soviética, cuyas consignas imitaron. Para cualquier decisión en política internacional, además, adherían acríticamente al PCUS, y lo mismo ocurría para decidir si presentarse solos a las elecciones, o como parte de coaliciones. El Partido Comunista argentino se incorporó a la Internacional Comunista en 1920, y desde entonces quedó muy influenciado por los teóricos soviéticos. Hubo un cierto aumento de los votos a sus candidatos, como los más de 5000 votos que obtuvo Penelón como primer candidato en las elecciones municipales de la Capital Federal, pero igualmente no alcanzaron para hacerle ganar una banca; igualmente frustrado, aunque más cerca de lograrlo, fue el resultado en Rosario, con un poco más de 3100 votos. El único diputado provincial comunista fue Miguel Burgos, en Córdoba, entre 1820 y 1824.
La victoria final de los comunistas soviéticos durante la larga guerra que siguió a la Revolución de Octubre facilitó el crecimiento de su filial local: a partir del año 1925 hubo una etapa de incorporación de gran cantidad de afiliados y de varios sindicatos. No obstante, tampoco los comunistas estuvieron libres de las divisiones intestinas: en 1828, un grupo dirigido por Penelón fue expulsado del partido y fundó su propio Partido Comunista Internacional, que con el paso del tiempo derivaría en la formación del trotskismo, con el nombre de Concentración Obrera. Curiosamente, la dirigencia del partido presentó la secesión del grupo de Penelón como una variante socialdemócrata producto del cansancio en la lucha, cuando las opiniones suelen coincidir en que era un grupo más maximalista e internacionalista que el PC.
A partir de 1829, el Partido Comunista se unió a los partidos de derecha en la crítica permanente al presidente Yrigoyen, a quien echaron la culpa de todo, especialmente de los resultados de la Gran Depresión. Con el golpe de Estado de José Félix Uriburu, pagarían caro la coincidencia con sus enemigos.

### Hechos de sangre en el interior y la Capital
El gobierno de Hipólito Yrigoyen, iniciado en 1916, aportó un programa de gobierno con algunas características opuestas a las políticas que habían llevado adelante hasta entonces los gobernantes de clase alta del Partido Autonomista Nacional: limpieza en las elecciones, independencia de la Iglesia católica, modernización de instituciones cooptadas por la oligarquía, pero poco más que eso. Ese programa era completamente distinto del de los partidos y sindicatos de izquierda; la Unión Cívica Radical, partido de clase media o media-alta y formado por nativos, no tenía nada en común con los movimientos de izquierda, de clase obrera y dirigidos mayoritariamente por inmigrantes. Es por eso que el gobierno no fue capaz de ponerse del lado de los huelguistas y manifestantes en hechos tan sangrientos como la Semana Trágica, la Patagonia Rebelde o las represiones en La Forestal. Por el contrario, adoptó en gran medida la posición de los patrones y de quienes bañaron en sangre esas revueltas.
La Semana Trágica se inició como un simple conflicto gremial entre los dueños de los Talleres Vasena y sus trabajadores; la intransigencia de la patronal –que incorporó rompehuelgas– y también la de los anarcosindicalistas llevaron a la intervención de grupos parapoliciales amparados por la policía y el Ejército, que en conjunto detuvieron y torturaron a decenas de miles de personas, de las cuales unos 800 fueron asesinadas. El gobierno respaldó indirectamente la represión, y jamás publicó datos oficiales sobre los hechos; sin embargo, fue el propio gobierno de Yrigoyen el que saldó el conflicto estableciendo la obligatoriedad de las ocho horas diarias de trabajo.
Fueron también anarcosindicalistas quienes llevaron a los obreros de la lana del territorio nacional de Santa Cruz a una huelga sin concesiones por mejoras salariales y de condiciones de trabajo y alojamiento. El conflicto se inició en Chile, en las ciudades de Punta Arenas y Puerto Natales, donde los huelguistas fueron violentamente reprimidos. En 1820 pasó a la Argentina, impulsada por la FORA del V Congreso; en un primer momento, Yrigoyen mandó varios emisarios, entre ellos algunos oficiales del Ejército, a mediar entre las partes. Pero finalmente, en 1922 se decidió por la represión: envió a uno de los oficiales que habían intentado mediar con orden de terminar con el conflicto como fuera; el resultado fue una represión insólitamente violenta, cuyos alcances exactos no se pueden medir porque muchos de los torturados y ejecutados lo fueron en medio de la estepa patagónica, sin ningún testigo. De todos modos, se estima que entre 1000 y 1500 obreros fueron asesinados.
El comportamiento del gobierno tampoco estuvo a la altura de la gravedad de los hechos durante la Masacre de La Forestal de 1921, llevada a cabo por hombres armados al servicio de la empresa y con anuencia del gobierno provincial. Se estima que murieron en los hechos alrededor de 600 personas, mientras que el presidente Yrigoyen guardó silencio.

### El trotskismo
Tras una violenta oposición al oficialismo del Partido Comunista durante el VII Congreso del partido, un grupo de opositores fue expulsado del mismo en junio de 1925; reunieron su propio congreso y fundaron el Partido Comunista Obrero, para el cual editaron el periódico La Chispa. El Partido Comunista Obrero se fundiría con el grupo propiamente trotskista, que nació en 1929.
A partir de la ruptura del grupo liderado por León Trotski con el Partido Comunista de la Unión Soviética dirigido por José Stalin, algunos de los comunistas argentinos –que tenían la vista puesta fijamente en lo que ocurría en la URSS– decidieron separarse del PC en el año 1929, incorporándose a lo que Trotski llamaba la Oposición de izquierda internacional. En la práctica, el grupo más grande, dirigido por Antonio Gallo, Pedro Milesi y Héctor Raurich, se separó de una reciente escisión del Partido Comunista, dirigida por José Penelón. Pese a las persecuciones de la dictadura de José Félix Uriburu, este primer grupo trotskista, llamado Liga Obrera Internacionalista, se mantuvo activo y editó el periódico La Verdad. Lentamente incorporaron a desprendidos del PC, y en 1936 hicieron su incorporación más valiosa, al unir a sus filas a Liborio Justo, alias Quebracho, el cual será –junto con Nahuel Moreno– uno de los más agudos elaboradores de la doctrina trotskista argentina. Que no es exactamente lo mismo que la doctrina trotskista internacional: en el país austral, uno de los puntos centrales sobre los cuales discutir la acción de esta corriente fue la decisión entre el internacionalismo puro y la "liberación nacional".
Varios grupúsculos trotskistas tuvieron su auge en ese momento, como el Grupo Obrero Revolucionario, la Liga Obrera Revolucionaria y la Liga Obrera Socialista y el Partido Obrero de la Revolución Socialista. A principios de la década del cuarenta, una escisión del Partido Socialista –el Partido Socialista Obrero– adquirió un programa ideológico claramente trotskista, de modo que muchos dirigentes ansiosos por participar en elecciones se pasaron al PSO.
De todos modos, los grupos trotskistas no llegaron a participar en elecciones, y su paso por la historia política argentina sólo merece ser reseñado por las discusiones internas entre distintos puntos de vista acerca de la liberación nacional.

## El golpe de Estado de 1930 y la formación de la CGT
En 1927, un grupo de profesionales que habían llegado, en muchos casos, a ser elegidos diputados merced a sus habilidades profesionales se separaron del grupo principal del Partido Socialista: Antonio de Tomaso, Héctor González Iramain, Federico Pinedo y otros formaron a principios del año siguiente el Partido Socialista Independiente, de tendencia liberal de centroderecha. Sorpresivamente, ese año –el mismo año en que Yrigoyen obtuvo una muy amplia mayoría para su regreso al gobierno y logró controlar la mayoría de las provincias– el Partido Socialista Independiente derrotó en las elecciones legislativas de la Capital Federal tanto al PS como al radicalismo.
La década del 20 estuvo signada por el enfrentamiento entre yrigoyenistas y antipersonalistas; el enfrentamiento parecía limitarse a la cuestión del «personalismo» del jefe de los radicales. Pero, en realidad, encubría la que existía entre Yrigoyen y los suyos, que tenían ciertas preocupaciones nacionalistas y de derechos de los trabajadores, y los antipersonalistas, que coincidían con los conservadores en casi todo, excepto en el rechazo al fraude electoral. Llegado a su segunda presidencia en la gloria de una excelente elección, el viejo caudillo dio pronto muestras de senilidad, incapacidad, cierta prepotencia, y también de la intención de gobernar en contra de las imposiciones conservadoras. Una crisis económica proveniente del exterior, y una crisis política mitad causada por las limitaciones del gobierno, y mitad por la presión de los conservadores –que no estaban dispuestos a tolerar nada distinto de sus ideas– minaron rápidamente la posición de Yrigoyen, que terminó siendo derrocado por el general fascista José Félix Uriburu, el cual asumió la presidencia.
Pese a que las causas alegadas para justificar el golpe de Estado eran más bien excusas –la causa real eran las consecuencias de la crisis económica mundial– casi no hubo protestas en contra del golpe. excepto desde la desplazada Unión Cívica Radical, y ni siquiera de toda ella. Por ello fue notable que La Vanguardia, órgano oficial del Partido Socialista, protestase contra el atropello, y que Alfredo Palacios, expulsado del partido desde 1915 por haberse batido a duelo, haya protestado con mucha más energía, además de renunciar al cargo de decano de la Facultad de Derecho de la Universidad de Buenos Aires; al mes siguiente, Palacios fue readmitido en el PS.
Varios grupos sindicales venían trabajando en favor de su unificación, y el golpe aceleró el proceso: antes de finalizar el mismo mes de septiembre de 1930, la Unión Sindical Argentina (USA), anarcosindicalista, y la Confederación Obrera Argentina (COA), socialista, se unieron el la Confederación General del Trabajo (CGT), que sería desde entonces la mayor y más representativa central sindical del país. Tiempo después se les uniría también algunos pocos pero poderosos sindicatos comunistas, como los de la construcción, de la carne, los gráficos, etc. Sin embargo, el primer congreso constituyente de la CGT no tuvo lugar hasta el año 1936; para ese entonces, la propia CGT se había vuelto a dividir: en 1935 quedaron por un lado la CGT-Independencia (socialistas y comunistas) y por el otro la CGT-Catamarca (sindicalistas revolucionarios), que en 1937 volvió a llamarse Unión Sindical Argentina, de modo que el nombre CGT quedó para la otra agrupación. Ésta volvió a dividirse a principios de 1943, entre la CGT N.º 1, que agrupaba a la mayoría de los sindicatos socialistas, incluidos los poderosos sindicatos ferroviarios, y la CGT N.º 2, que agrupaba a los sindicatos comunistas (construcción, carne, gráficos), y a algunos grandes sindicatos socialistas como la Confederación de Empleados de Comercio y los Obreros Municipales.

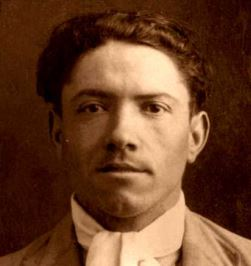
El anarcosindicalista español Joaquín Penina, primera víctima de la dictadura: fue fusilado en Rosario sin juicio previo.

La dictadura atacó desde el principio los derechos de los trabajadores y de los sindicatos; persiguiendo a quienes realizaban propaganda o promovían huelgas. Pero sus obsesiones eran el comunismo y el anarquismo: el PC y la FORA –los sindicatos anarquistas– fueron oficialmente disueltos. Además el dictador Uriburu intentó imponer un régimen corporativo en el país, proyecto que fracasó cuando en su primer salida electoral fue derrotado por el radicalismo. Desde entonces, el gobierno dejó de lado sus proyectos fascistas y concentró todas sus fuerzas en impedir el regreso de los radicales: el partido fue proscripto y se organizó el fraude electoral a gran escala. Como resultado, triunfó el general Agustín Pedro Justo, cuyo gobierno fue un festival de corrupción tan extendida, de miseria y de desigualdad en el acceso a los derechos, que todo el período 1930-1943 fue y es llamado la Década Infame.
A principios del siglo, los anarquistas se habían destacado por sus atentados con bombas y su agresiva propaganda; después estas actividades habían mermado, pero resurgieron –de forma limitada– a partir del golpe de Estado. La respuesta de la dictadura y del gobierno de Justo fue brutal: al día siguiente del golpe se publicó un bando que ordenaba «pasar por las armas» a quienes difundieran propaganda opositora al gobierno de facto. El joven anarquista Joaquín Penina, que se convirtió en símbolo de las víctimas de esta política criminal, sin embargo, fue arrestado en Rosario por actividades anteriores al golpe y fusilado clandestinamente. Al año siguiente, en Buenos Aires, fue fusilado el activista Severino Di Giovanni, y fue seguido por algunos más, además de centenares de presos y torturados.

### La Década Infame y el apogeo del Partido Socialista
Los comunistas estuvieron prohibidos buena parte del período, y cuando lograron participar en elecciones, la presión ejercida sobre ellos hizo que reunieran cantidades muy limitadas de votos. El grupo comunista de Penelón fue prohibido, pero resucitó como Concentración Obrera, que en 1932 logró colocar como concejal de la Capital a su máximo dirigente. De este partido se escindiría el principal grupo trotskista de la década, que absorbería a los demás.
Guiados por la urgencia por lograr «la Revolución», en principio los comunistas rechazaron todo acuerdo con partidos que no fuesen netamente izquierdistas; de hecho, acusaron al radicalismo yrigoyenista de ser «una fuerza reaccionaria»; modificaron su postura en 1935 y colaboraron con ellos en algunas acciones contra el fascismo, aunque nunca lograron conformar el Frente Popular que exigía el PC soviético.  Por lo demás, lograron continuar con su acción sindical, en ocasiones tratando de ocultar el nombre de comunistas, y en otras forzando alianzas con los socialistas o los anarcosindicalistas. La huelga de la construcción de enero de 1936 demostró que su combatividad y capacidad organizativa había mejorado mucho desde los días del golpe. Entre 1938 y 1940 hubo una importante renovación de la dirección del partido, al mismo tiempo que se volvía a posiciones anteriores, más acordes con las directivas soviéticas: Gerónimo Arnedo Álvarez fue elegido Secretario General Gerónimo Arnedo Álvarez –ocuparía el cargo durante 42 años– y se reincorporaron al partido Victorio Codovilla y Rodolfo Ghioldi; este último había pasado varios años como preso político en el Brasil.
Los socialistas independientes formaron parte de la Concordancia, la alianza que gobernó desde el retiro de Uriburu hasta su derrocamiento doce años más tarde; su líder más descollante fue Federico Pinedo (hijo), que destacó como un muy liberal ministro de Hacienda de la Nación.
Los socialistas, por su parte, aún criticando el golpe de Estado, la corrupción y la violencia, participaron en las elecciones y lograron los mayores resultados electorales de su historia, aún cuando no lograron hacerse con ningún gobierno nacional ni de provincia. En 1931 lograron el 25.74% en la elección de diputados a nivel nacional, logrando colocar a diputados tales como Ghioldi,  Repetto, Silvio Ruggieri, Francisco Pérez Leirós, Enrique Dickmann, Adolfo Dickmann, y el senador Juan B. Justo. En las siguientes elecciones se alcanzó el 23,7% en favor del Partido Socialista, que quedó segundo, superado únicamente por los conservadores; se incorporó –entre otros– el diputado Joaquín Coca. En el año 1936 los resultados fueron menos alentadores: 9,22% para los diputados, de los cuales los únicos notables fueron Alejandro Korn y Carlos Sánchez Viamonte; esto se debió a que el radicalismo decidió competir en las elecciones; por lo mismo, el año 1938 se obtuvo el 5,67%. Desde ese momento, los resultados volvieron a crecer: el 8,43% para el año 1940 y el 9,68% durante el año 1942.
El discurso político del socialismo había variado: si bien aún se repetían las reivindicaciones clásicas, de corte marxista, en la práctica en el Congreso se buscaba obtener las leyes que podrían conseguir apoyo suficiente, como la jornada de ocho horas, la indemnización por despido y las jubilaciones. Con un discurso "lavado" como ése, la mayor parte de la represión de la primera mitad de la década del 30 no cayó sobre los socialistas. Se conoce el caso, sin embargo, del asesinato de un diputado provincial cordobés de apellido Guevara, que murió en circunstancias extrañas, pero fue claramente un asesinato por razones políticas.
Durante la Década Infame surgió una diferencia en el Partido Socialista entre los llamados «políticos», en general profesionales universitarios, y los sindicalistas, ya que casi todas las candidaturas eran elegidas entre los políticos, y casi nunca entre los sindicalistas, que quedaban relegados. Ese conflicto tendría importancia más tarde y le costaría muy caro al partido.

## Cuando la clase obrera se hizo peronista
La corrupción reinante, el fraude electoral y la posibilidad de que el gobierno decidiera el ingreso de la Argentina a la Segunda Guerra Mundial –a lo que la mayoría de los militares se oponían por completo– llevó a que una parte importante del Ejército lanzase un golpe de Estado el 4 de junio de 1943. Fue el único golpe de Estado argentino que no tuvo respaldo civil.
La dictadura duró tres años, y su obra de gobierno fue muy limitada, excepto en un campo en particular: se realizaron grandes avances en defensa de los intereses de los trabajadores, como aumentos de sueldos, cajas de jubilaciones, regulación de los tiempos libres, protección contra despidos y el pago del aguinaldo. Todo eso surgió de la alianza de los sindicatos con el secretario de Trabajo, el coronel Juan Domingo Perón, que más tarde lograría ser elegido presidente de la Nación. Como resultado, los sindicatos dejaron de seguir al socialismo y al anarcosindicalismo, para pasar a ser peronistas.

### La cooptación de los sindicatos por Perón
La nueva dictadura dejó relativamente en paz al PS y a los sindicatos, pero era violentamente anticomunista: los militantes y sindicalistas comunistas fueron perseguidos con dureza por el solo hecho de serlo: cientos eran arrestados cada mes, y los liberados eran rápidamente reemplazados por otros nuevos detenidos, manteniéndose un stock de presos permanente de alrededor de mil personas. Según los datos aportados por el PC, el 95% de los presos políticos habrían sido comunistas. Además murieron por la represión 31 personas, la mitad de ellos comunistas. Durante los tres años que duró la dictadura, el Partido Comunista funcionó enteramente en la clandestinidad.
Las relaciones del gobierno con los sindicatos comenzaron con la disolución de la CGT N°2, cuyos sindicatos eran controlados en su mayoría por los comunistas. Mientras tanto, el teniente coronel Domingo Mercante, hijo de un obrero ferroviario y hermano de un dirigente de la Unión Ferroviaria, organizó encuentros entre los sindicalistas y su jefe inmediato y amigo, el coronel Juan Domingo Perón. A su pedido, la dictadura nombró Director del Departamento Nacional del Trabajo a Perón, quien pronto incorporó otras reparticiones y con ellas creó la Secretaría del Trabajo de la Nación. La Unión Ferroviaria, controlada por los socialistas, le ofreció el apoyo de su sindicato frente a una opinión pública hostil, a cambio de obtener satisfacción para algunas de sus reivindicaciones. Poco después se le unieron otros sindicatos, unificados en la CGT, y Perón inició un armado político centrado en los gremios: su pequeña secretaría pasó a ser una dependencia más influyente que muchos ministerios, y sucesivamente el gobierno fue otorgando a los sindicatos cada vez más sus reclamos históricos, principalmente presionando a las empresas para que aceptasen los nuevos derechos laborales. También se iniciaron inspecciones masivas de lugares de trabajo para asegurarse el cumplimiento de las normas aprobadas hasta entonces, se forzó a las empresas a resolver los desacuerdos con los sindicatos a través de convenios colectivos, y algún tiempo después se crearon los Tribunales del Trabajo, un fuero judicial especializado en conflictos laborales.
Entre las concesiones más habituales a favor de los trabajadores sindicalizados estuvieron el respeto a la jornada de ocho horas, el "sábado  inglés", la creación de cajas de jubilaciones, subas salariales, etc. Los socialistas solían quejarse de que esas iniciativas eran suyas, y que los peronistas se limitaban a copiarlas. La respuesta peronista más habitual era el slogan acuñado por Perón: «mejor que decir es hacer».
A mediados de 1945 la represión contra el comunismo cedió en cierta medida, y el 1 de septiembre el Partido Comunista organizó su primer acto público en mucho tiempo, durante el cual Rodolfo Ghioldi dejó en claro que el partido estaba enteramente en contra de la dictadura, aún al precio de retroceder en los logros obtenidos por Perón, y dispuesto a aliarse a los partidos de derecha.

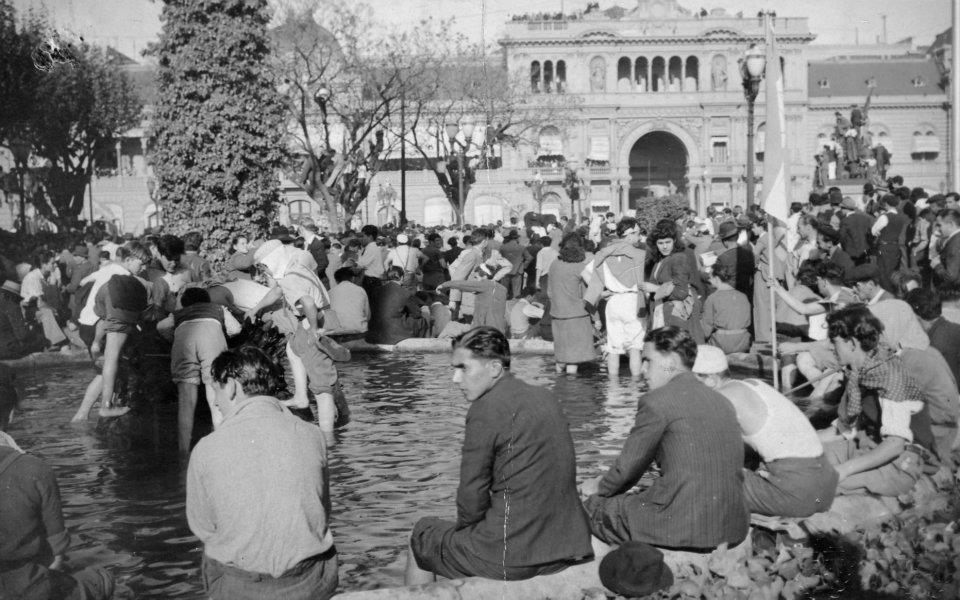
"Las patas en la fuente": el 17 de octubre de 1945, los trabajadores llegan a la Plaza de Mayo, reclamando la libertad de Perón

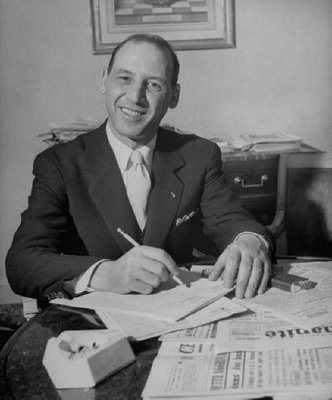
Juan Atilio Bramuglia, antiguo militante socialista, fue el ministro de Relaciones Exteriores de Perón

A principios de octubre de 1945, Perón fue arrestado por presión de todos los partidos políticos en actividad, incluyendo el Socialista. A continuación, muchos patrones despidieron a los delegados sindicales, anularon los convenios colectivos de trabajo y se negaron a pagar los feriados; una actitud revanchista muy torpe, que incitó a los obreros a reaccionar, más que en defensa de Perón, de sí mismos: el 17 de octubre, una manifestación relativamente espontánea de decenas de miles de obreros cercó la Casa Rosada y obligó al presidente a poner en libertad a Perón. Éste agradeció su liberación, pidió el retiro militar, se casó con Evita y lanzó su candidatura a presidente. Su principal apoyo fueron los sindicatos, que formaron el Partido Laborista y fueron determinantes para la victoria electoral. La casi totalidad de los sindicatos se hicieron peronistas y, exactamente tres años después del golpe de Estado, Perón asumió democráticamente la presidencia de la Nación.
El Partido Socialista identificaba al gobierno y al propio Perón como fascistas, de modo que sus dirigentes "políticos" se negaron a negociar con él. Pero los dirigentes sindicales pertenecientes al PS se estaban alejando de la dirección del partido, en parte porque casi no se los consideraba para ser incluidos en las listas de candidatos. En cambio, Perón nombró a numerosos sindicalistas en puestos decisivos, incluyendo diputados, senadores y ministros; de entre los más notables de estos últimos, cabe recordar a José María Freire, primer ministro de Trabajo de la historia argentina, a Ángel Borlenghi, ministro del Interior durante casi toda la presidencia de Perón, y especialmente a Juan Atilio Bramuglia, ministro de Relaciones Exteriores y universalmente reconocido como el más capaz de los funcionarios del primer peronismo.

### El peronismo y la izquierda

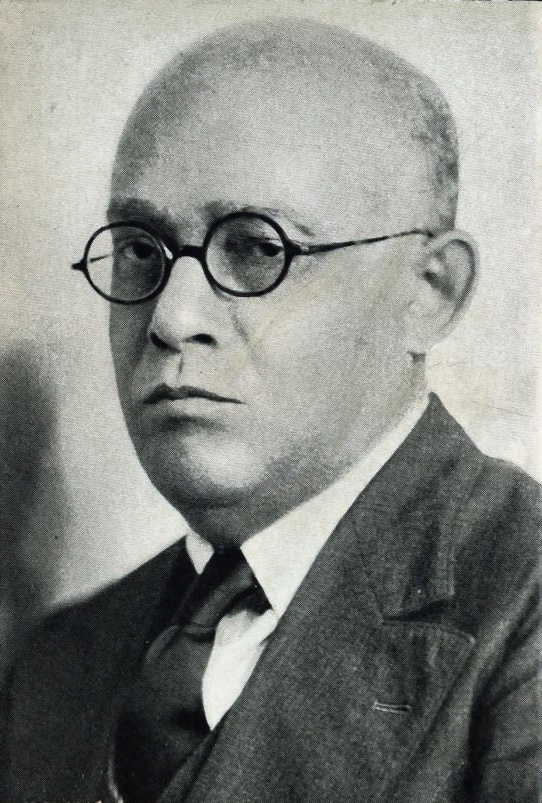
Enrique Dickman, fundador del Partido Socialista de la Revolución Nacional (PSRN)

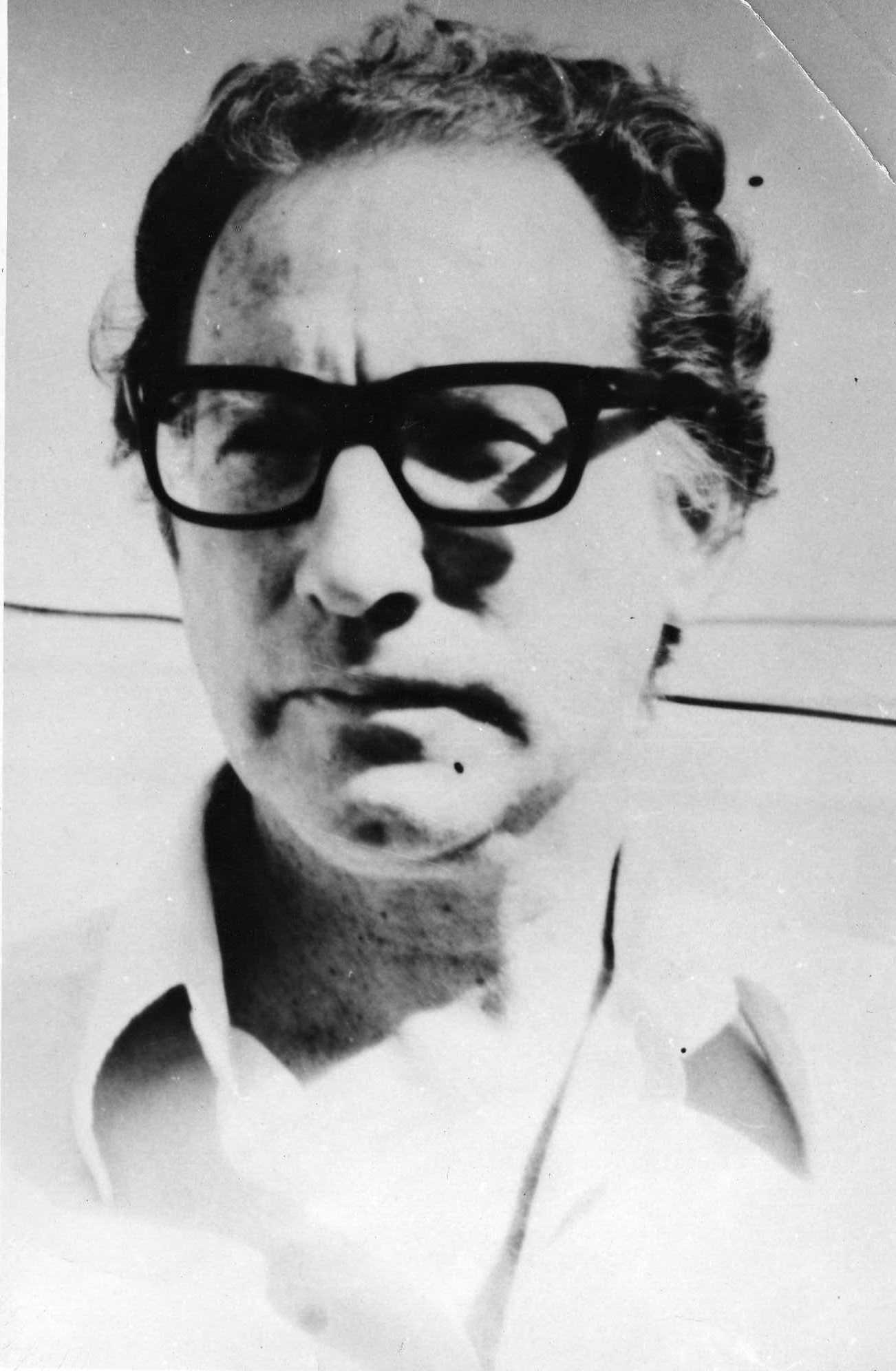
Jorge Abelardo Ramos, conocido como «el Colorado Ramos», presidente del PSRN

La formación del peronismo tuvo varios efectos sobre las formaciones consideradas hasta entonces de izquierda: los sindicatos perdieron combatividad y negociaron directamente con el gobierno, pasando a la huelga sólo cuando no conseguían nada por las vías burocráticas. La casi totalidad de los sindicatos se afiliaron a la CGT y anunciaron ser «la columna vertebral del peronismo». La gran mayoría de los sindicatos socialistas, más la totalidad de los anarcosindicalistas se convirtieron en peronistas. Los anarquistas prácticamente desaparecieron de la historia, y los pocos que quedaron desde entonces fueron sólo teóricos proponiendo escenarios utópicos.
Mientras perdía «sus» sindicatos, el Partido Socialista no consiguió imponer un solo diputado o gobernador: los dirigentes "moderados" del sector político coparon la totalidad de los cargos y, enfrentados a un peronismo que utilizaba profusamente un lenguaje marxista, buscó diferenciarse abandonando prácticamente los discursos sobre sindicatos y trabajadores para concentrarse en la crítica contra el peronismo por su supuesto poco apego a la democracia y por razones "morales". Además centró también sus ataques contra todas las variantes del comunismo y de la izquierda. Desde esa época, el discurso y la práctica socialista poco se diferenciaron del de los sectores conservadores. En todo caso, el partido perdió adeptos en forma masiva: para las elecciones presidenciales de 1951, aún llevando como candidatos a Alfredo Palacios y a Américo Ghioldi, sólo obtuvo un 0,73% de los votos, menos de 55 000 votos en total.
Los comunistas, que también habían quedado sin sindicatos, pasaron a ser sólo un partido de denuncias; en un primer momento promovieron la colaboración con el peronismo, pero la pretensión de que fuese el peronismo el que siguiera al comunismo hizo imposible el entendimiento. Para 1954, ya estaban abiertamente enfrentados a Perón.
Una parte menor de la izquierda buscó apoyar críticamente al peronismo, como muchos de los dirigentes máximos del PC, o del socialista Enrique Dickman, que en 1952 formó el Partido Socialista de la Revolución Nacional (PSRN), aliado permanente del peronismo. En plena crisis de 1955, este partido fue declarado el único Partido Socialista existente, y los dirigentes del PS vieron confiscados sus bienes y conocieron la cárcel. Dirigido por Jorge Abelardo Ramos, el Partido Socialista de la Revolución Nacional participó en las elecciones de 1954, en las que obtuvo algo más de 22 000 votos, es decir el 0,29% de los votos válidos.

### Golpe de Estado de 1955: división y fragmentación del socialismo
El enfrentamiento del peronismo con la Iglesia católica le ganó al gobierno peronista muchos miles de nuevos opositores, y además sirvió como catalizador del descontento de otros tantos opositores de vieja data, que ya habían fracasado en todos sus intentos de debilitar al gobierno. Se dio entonces la absurda situación de ver a los dirigentes socialistas –todos ellos ateos militantes desde siempre– participando en la procesión de Corpus Christi de junio de 1955, convertida en una manifestación y desafío contra Perón. Si bien no parece haber participado en la preparación del golpe de Estado de septiembre de ese año, y tampoco en la actividad de los comandos civiles, el Partido Socialista apoyó sin límites el golpe y la dictadura subsiguiente. Alfredo Palacios fue nombrado embajador en el Uruguay, José Luis Romero rector de la Universidad de Buenos Aires, y Américo Ghioldi, Alicia Moreau de Justo, Nicolás Repetto y Ramón Muñiz, integraron la Junta Consultiva Nacional –con la que la dictadura reemplazaba al Congreso.

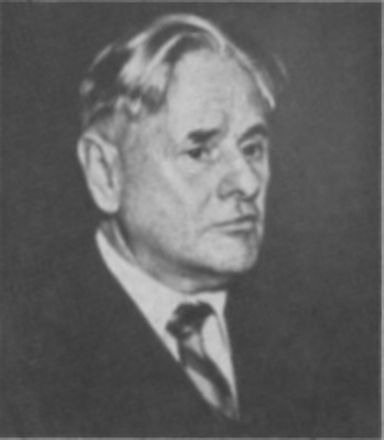
Américo Ghioldi, líder del Partido Socialista Democrático en su etapa más alejada de la izquierda

En 1956 hubo un intento de golpe de Estado con apoyo civil para derrocar al dictador Aramburu: básicamente lo mismo que habían hecho él y Lonardi el año anterior y otros oficiales cinco años antes. Pero, a diferencia de Perón, que en 1951 los llevó a juicio, Aramburu decidió imponerse por la muerte: ordenó el fusilamiento del general Juan José Valle, de varios oficiales y suboficiales más, y de los obreros que se habían sublevado, que fueron fusilados clandestinamente en los basurales de José León Suárez. En lugar de protestar por el abuso, el dirigente socialista Ghioldi lanzó una insultante carta abierta en La Vanguardia, en la que se felicitaba por el crimen, amenazaba a los peronistas con más muertes si no se "doblegaban", y anunciaba que

Se acabó la leche de la clemencia.

La identificación del PS con las derechas golpistas no podía ser más completa.
En noviembre de 1956 se formó la Junta de Defensa de la Democracia, organismo destinado a perseguir a los comunistas, y a los partidos y organizaciones de izquierda. Entre otras medidas, canceló la personería jurídica de los partidos Comunista, Obrero Revolucionario, Cívico, Partido Socialista de la Revolución Nacional, Obrero Revolucionario Trotskista y Unión Cívica Radical Junta Renovadora. De estos, solo el Partido Comunista pudo presentarse a elecciones, y resulta significativo que el Partido Socialista no fue afectado de ninguna forma.
Desde el principio de la dictadura de Pedro Eugenio Aramburu, los sindicatos peronistas fueron transferidos a dirigentes antiperonistas –en su mayoría socialistas, más algunos radicales– o directamente disueltos. Con estos sindicatos se formó el grupo de los 32 Gremios Democráticos que intentó hacerse con el control de la CGT. Pronto quedó en claro que eran muy poco representativos de sus afiliados y, cuando se formaron las 62 Organizaciones peronistas, quedaron en minoría. A lo largo de unos pocos años más, también los 32 Gremios pasaron a ser controlados por el peronismo. El Partido Socialista perdió todo interés en la acción sindical, y los sindicatos dejaron de estar relacionados con las izquierdas hasta los años 1990.
Hacia el final de la dictadura, el partido ya estaba virtualmente dividido en dos, principalmente por qué hacer con el peronismo, y por la relación con la dictadura: el grupo liderado por Palacios, Romero, Muñiz, Carlos Sánchez Viamonte, Alexis Latendorf, David Tieffenberg y Alicia Moreau de Justo, viuda de Juan B. Justo, que lo sobrevivió 58 años, era crítico de la dictadura y pretendía acercarse al peronismo, en parte con la intención de absorber algunos de sus militantes. El otro grupo, dirigido por Américo Ghioldi, Repetto, Juan Antonio Solari, Jacinto Oddone y Teodoro Bronzini, entre otros, apoyaba a la dictadura y pretendía cerrar el capítulo peronista con la prohibición de por vida de todos sus dirigentes y delegados. En julio de 1957, durante el Congreso Nacional del Partido Socialista, el sector de Ghioldi abandonó las sesiones, permitiendo que el resto eligiese candidatos a Alfredo Palacios y Carlos Sánchez Viamonte, como candidatos presidenciales en las elecciones del 23 de febrero de 1958. El PS obtuvo 2,87% de los votos y no logró elegir ningún diputado; su mejor época había pasado.
Los dos socialismos se llevaron mutuamente a juicio, y el juez interviniente ordenó que se organizaran de forma independiente, permitiéndoles a ambos usar el nombre de Partido Socialista. El ala izquierdista del partido, liderada por Palacios, Romero y Alicia Moreau de Justo, identificados como socialistas y abiertos a la existencia del peronismo, se llamó Partido Socialista Argentino (PSA): el otro sector, identificado con una concepción abiertamente liberal del socialismo e intransigentemente antiperonista, constituyó el Partido Socialista Democrático (PSD). Ambos participaron en la elección de 1960, alcanzando cada uno entre 3,5 y 4%, sin obtener ninguna banca, y no sería hasta las elecciones de 1963 que ambos regresarían al congreso por separado.
Influenciada por la Revolución Cubana de 1959, la juventud del PSA se opuso muy enérgicamente a la presidencia de Arturo Frondizi, acercándose a la resistencia peronista hasta separarse del partido y formar con estos dos grupos de extrema izquierda: el Partido Socialista Argentino de Vanguardia (PSAV) de Alexis Latendorf y –ya en 1965– Vanguardia Comunista, dirigido por David Tieffenberg, y de ideología maoísta.

### De la resistencia a la izquierda peronista
Desde el golpe de Estado de 1955, y más aún desde el ascenso de Aramburu a la dictadura, la violencia de base popular pasó a ser llevada adelante por el peronismo: una gran cantidad y variedad de organizaciones sindicales, juveniles, guerrilleras, religiosas, estudiantiles, barriales y culturales, autónomas entre sí, llevaron adelante actos de propaganda, sabotajes dentro de fábricas, y colocación de bombas –haciendo un gran esfuerzo para que causaran daños pero no víctimas. El objetivo de todos estos actos era el regreso de Perón al país y la realización de elecciones libres y sin proscripciones. Pero los peronistas no eran de izquierda, a nadie se le hubiese ocurrido clasificarlos como un movimiento de izquierda; ellos mismos insistían en definirse como de «tercera posición», o –como coreaban en los años 70– «ni yanquis ni marxistas: ¡peronistas!», mientras que numerosos opositores y analistas continuaban clasificándolos como una forma criolla de fascismo –una etiqueta que había sido muy útil en la época en que terminaba la Segunda Guerra Mundial, pero que resultaba cada vez menos útil.
Un grupo guerrillero de orientación marxista y método foquista, prácticamente copiado de la Revolución Cubana, fue el que organizó el periodista Jorge Masetti en la selva de la provincia de Salta con su Ejército Guerrillero del Pueblo. A fines de 1963 crearon un foco en la selva, tan aislado que tardaron meses en ser detectados por la Gendarmería. Cuando los hallaron estaban muy debilitados por el hambre y el clima, y fueron fácilmente arrestados. Masetti, en cambio, nunca pudo ser hallado.
La resistencia peronista consistía en operaciones de pequeña o mediana escala, con la intención de llamar la atención, por parte de grupos de existencia efímera. Muy marginalmente relacionados con esos grupos, surgieron dos organizaciones guerrilleras tempranas: los Uturuncos, que intentaron crear una guerrilla rural en la selva tucumana, y el Movimiento Nacionalista Tacuara, nacido en 1957, de tendencias ultraderechistas y claramente antisemita. Si bien nunca pretendieron ser un foco guerrillero, su accionar duró más de un lustro. Curiosamente, desde este grupo fascista se desprendieron algunos militantes que pasaron a la izquierda –peronista o no– como José Joe Baxter, José Luis Nell y Dardo Cabo.

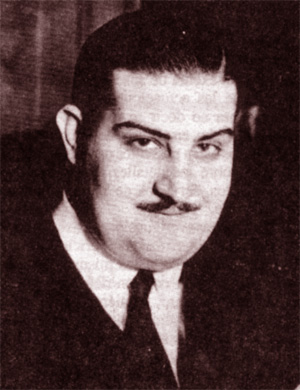
John William Cooke, máximo ideólogo del peronismo revolucionario

El responsable –real o aparente– de esa transformación, y de la aparición de la guerrilla peronista de izquierda fue John William Cooke, que había sido de los más brillantes jóvenes diputados peronistas, y a quien Perón había nombrado su delegado cuando huyó al Paraguay. No obstante, Cooke cayó preso tempranamente y fue encerrado en Río Gallegos, desde donde protagonizó una espectacular fuga a Chile junto a varios dirigentes, entre ellos Héctor J. Cámpora, en marzo de 1957. De Chile pasó a Venezuela, donde visitó varias veces a Perón; apenas se separaron se inició un intercambio epistolar que permite ver cómo evolucionó el pensamiento político tanto de Perón como el de Cooke. Entusiasmado con la revolución cubana, Cooke viajó en 1960 a Cuba, donde descubrió el valor de la guerrilla –durante la invasión a la Bahía de Cochinos– y su pensamiento viró rápidamente a la izquierda. Cuando finalmente fue autorizado a regresar a la Argentina, era un izquierdista decidido, y su prédica política dio inicio a la izquierda peronista.
Durante milenios, la juventud fue considerada una condición negativa, ya que significaba falta de experiencia, de capital y de ingresos, irreflexividad y sometimiento a los mayores, a quienes se imitaba en todo, y a los que no tenía sentido enfrentar. Durante la década de los años 1960, sin embargo, la aceleración de los cambios tecnológicos y sociales y la generalización de las comunicaciones en tiempo real dieron un nuevo valor a la juventud, identificada ahora con la innovación y la energía: por primera vez, los jóvenes tuvieron la posibilidad de cuestionar exitosamente la experiencia de los mayores. La juventud hacía así su aparición como sector social con sus propios intereses y puntos de vista. Esa postura se reforzó con la elección de los jóvenes de sus propias vestimentas, gustos musicales y libertades sexuales completamente distintos de los de sus mayores. Fueron justamente los jóvenes quienes transformaron sus ideas peronistas desde la tercera posición hacia las posiciones de centroizquierda y de extrema izquierda. Irónicamente, predominaban en este sector juvenil los liderazgos de clase media y media-alta, de modo tal que muchas veces los más entusiastas miembros de la Juventud Peronista eran los hijos de los universitarios antiperonistas del año 1955; y no eran sólo jóvenes peronistas, sino peronistas revolucionarios.
No todo fue mérito de Cooke ni de la Revolución cubana, en realidad: desde su época de la Secretaría de Trabajo, Perón había impregnado su discurso con conceptos básicos de la izquierda, tales como la «oligarquía» y el «imperialismo inglés», conservándolos en el ideario de los socialistas y anarcosindicalistas que formaron la base del peronismo, e incorporándolos al lenguaje de los llegados de afuera de estas dos tendencias. Además, el esfuerzo que hacía especialmente Estados Unidos para alarmar a las sociedades hispanoamericanas acerca de los supuestos avances del comunismo llevó a medios de comunicación ligados a ellos –y a los sectores más reaccionarios de la sociedad– a acusar al peronismo de «tendencia izquierdista», como mínimo desde una nota editorial del periódico Azul y Blanco de febrero de 1957.
La Juventud Peronista nació como movimiento para reunir a los jóvenes, a quienes se consideraba enérgicos, irreflexivos e inexpertos, al servicio del Partido Peronista. Durante el gobierno de Perón actuaron su papel, organizaron miles de pequeñas manifestaciones y no destacaron por nada en particular. A partir del golpe del 55 hubo una serie de persecuciones, y en 1957 se fundó nuevamente la Juventud Peronista, esta vez dedicada a la propaganda y a la resistencia. Tuvieron un papel importante en la gran huelga ferroviaria lanzada contra el presidente Arturo Frondizi, en la crisis de «Laica o libre» y en algunos atentados contra el gobierno. En un ambiente confuso, por la imposibilidad de participar en política del peronismo, con abundantes organizaciones que iban desde formaciones peronistas universitarias identificadas con el catolicismo hasta el peronismo revolucionario que buscaba su ruta hacia la revolución socialista, el único nombre de una organización que permitió unificar a los nuevos peronistas fue la Juventud Peronista; hacia fines de la década del 60 se comenzó a considerar a la JP una de las «patas del peronismo». La falta de un liderazgo claro le impidió extender su influencia por fuera de algunos activismos y de la militancia estudiantil.

### Los partidos de izquierda en los años 1960
Los dos partidos en que había quedado dividido el Partido Socialista hicieron un gran esfuerzo para participar en las elecciones presidenciales y legislativas. En las primeras, no obtuvieron en ningún caso más del 4% de los votos. En cambio tuvieron algún éxito más en las elecciones para senador de 1961, en que Palacios llegó al Senado, y en las elecciones para diputados, especialmente en las de 1963 y 1965, en las que fueron elegidos cinco diputados del PSD, incluido Ghioldi, y en las que el PSA logró seis bancas de diputados, incluidos Alfredo Palacios, que falleció en el cargo, y Juan Carlos Coral.
El Partido Comunista, que seguía al pie de la letra las instrucciones del comunismo soviético, no logró ninguna banca. Además sufrió una grave pérdida con la separación del Partido Comunista Revolucionario, dirigido por Otto Vargas en enero de 1968. Si inicialmente este grupo se dedicó a teorizar y a tratar de llevar a la práctica estrategias insurreccionales y armadas, a partir de las "puebladas" pasaron a tener más protagonismo, participando además de numerosas huelgas. El Partido Socialista Argentino de Vanguardia era otra iniciativa juvenil que pasó sin escalas del antiperonismo a intentar participar en las inminentes olas de violencia.
A partir de 1958, los restos del Partido Socialista de la Revolución Nacional comenzaron a converger con ciertos intelectuales de izquierda, que estaban creando las bases de la Izquierda nacional, grupo en el cual el izquierdismo y el nacionalismo tenían aproximadamente el mismo peso ideológico. Además de Jorge Abelardo Ramos, el más destacado de los dirigentes del partido y un valioso analista historiográfico, participaban en este grupo Eduardo Astesano, Rodolfo Puiggrós y Juan José Hernández Arregui. Este último iría pasando lentamente al peronismo revolucionario, mientras que otro intelectual de similar pensamiento, el historiador Milcíades Peña, prefirió migrar hacia el trotskismo y consideró incompatibles el nacionalismo y el socialismo. En 1962, esos intelectuales, más un desprendimiento del Partido Socialista Argentino, más algunos grupos de estudiantes de la Facultad de Filosofía y Letras de la Universidad de Buenos Aires, fundaron el Partido Socialista de la Izquierda Nacional, con la presidencia de Jorge Abelardo "Colorado" Ramos, y la vicepresidencia de Jorge Enea Spilimbergo.

### Las izquierdas en los años 1970
El PSIN no participó en ninguna elección, y durante la dictadura de Onganía, como todos los demás partidos, continuó funcionando por medio de congresos clandestinos. Esta actividad tuvo la contra de permitir que el grupo de los estudiantes universitarios, dirigidos por Ernesto Laclau, abandonara el partido por desinteligencias con Ramos. En diciembre de 1971, lo que quedaba del PSIN formó el Frente de Izquierda Popular, conformado por unos 70 000 afiliados –lo que lo convertía en la corriente más numerosa de la izquierda– y participó en las elecciones presidenciales de marzo de 1973, en las que obtuvo un caudal de votos inferior al de sus afiliados: 48 571 votos, que equivalían al 0,41% de los votos válidos. A pesar de semejante resultado, se presentó a las elecciones del mes de septiembre del mismo año, en las que obtuvo 883 434 votos, el 7,5% de los votos válidos.

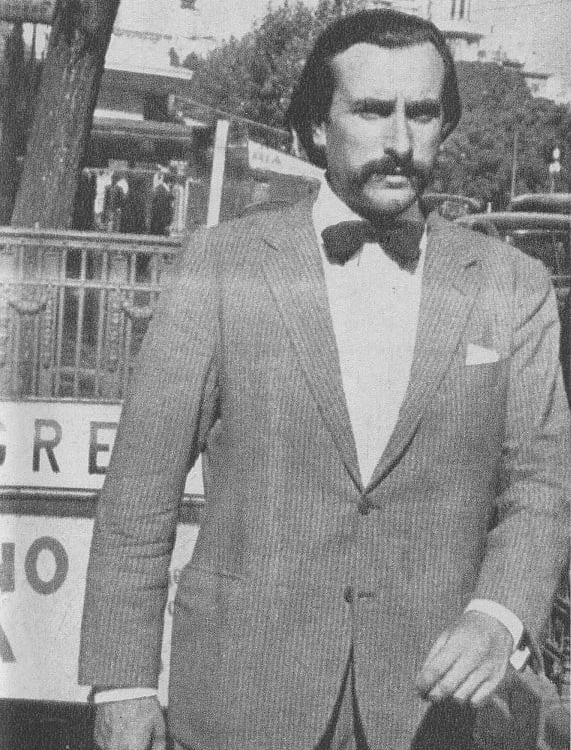
Juan Carlos Coral, máximo dirigente del primer partido trotskista argentino, el Partido Socialista de los Trabajadores.

Durante los años 60, los trotskistas iban aumentando su influencia en las universidades, pero no lograban una masa crítica para fundar un partido propio. No fue hasta el año 1972 que Nahuel Moreno y Juan Carlos Coral fundaron el Partido Socialista de los Trabajadores, primer partido netamente trotskista de la Argentina. En las elecciones de marzo de 1973, el PST obtuvo el 0,62% de los votos válidos, y en septiembre subió hasta el 1,6%.
También en 1972, el Partido Socialista Argentino se fusionó con el Movimiento de Acción Popular Argentina, de Guillermo Estévez Boero, conformando el Partido Socialista Popular. En las elecciones de 1973 no presentó candidato a la presidencia de la Nación –aunque en septiembre apoyó la candidatura de Perón– y en las elecciones legislativas de marzo tuvo un muy pobre resultado electoral, con apenas el 0,3% de los votos válidos. La otra rama «principal» del viejo Partido Socialista, el Partido Socialista Democrático, se presentó a la elección presidencial de marzo del 73 –una vez más, el candidato era Américo Ghioldi– y obtuvo menos del uno por ciento de los votos válidos. Durante quince años más, seguiría siendo un partido esencialmente antiperonista y de derecha o centroderecha.
Por su parte, el Partido Comunista no participó de elecciones sino como parte de coaliciones electorales: en 1962 apoyó las candidaturas peronistas, y en 1973 participó como parte de una Alianza Popular Revolucionaria, de la que también formaban parte el Partido Intransigente, el Partido Revolucionario Cristiano y la Unión del Pueblo Argentino; este último era el partido que había sido creado por el ex dictador Aramburu –un aliado muy inusual para el Partido Comunista, al que durante su presidencia había prohibido. Con el 7,43% de los votos válidos, obtuvo el cuarto lugar y un logro histórico: esa fue la única vez que fueron elegidos diputados del PC, en este caso lograron dos escaños.
Para las elecciones de 1973 aparecieron varios grupos de izquierda efímeros, que participaron como aliados de la coalición dirigida por el peronismo, o bien en coaliciones "revolucionarias" que se mostraron favorables a las presidencias de Cámpora y Perón después de las elecciones. Entre estos pequeños grupos, desgajados de partidos anteriores y de efímera existencia, destacó un desgajamiento de la Unión Cívica Radical Intransigente de Arturo Frondizi: mientras éste reunía a sus adeptos de centro y de derecha en el Movimiento de Integración y Desarrollo (MID), los miembros que se habían ido izquierdizando, y que en ese momento seguían una versión centroizquierdista del desarrollismo, dirigidos por el exgobernador bonaerense Oscar Alende, formaron el Partido Intransigente. Su programa, inspirado en los de las socialdemocracias europeas entremezclado con gran cantidad de proyectos típicos de la izquierda, permite clasificarlo como un partido de centroizquierda. Se presentó en las elecciones presidenciales de marzo de 1973 como parte de la Alianza Popular Revolucionaria, con Alende como candidato a presidente, acompañado por el democristiano Horacio Sueldo como candidato a vicepresidente; en la alianza también participaba el Partido Comunista. Obtuvieron en total 885 201 votos, lo que los ubicó en cuarto lugar, con el 7,4 por ciento de los votos válidos. Obtuvo doce diputados.

## La época de la violencia política
La década del 70 en la Argentina estuvo signada por la violencia política. Los primeros actos de violencia generalizada y frecuente, sin embargo, no provinieron de las organizaciones juveniles del peronismo ni de la izquierda, sino de gente común, no afiliada a ningún partido, sindicato u organización. En más de un sentido, los años más violentos de la historia argentina comenzaron con las puebladas. Una serie de eventos y de procesos políticos llevarían a la acción criminal de las organizaciones guerrilleras y de los grupos parapoliciales y paramilitares.

### Las puebladas
El estilo de gobierno de la dictadura instalada desde 1966, que abusaba de los actos y gestos prepotentes y prometía dejar pasar décadas antes de volver a celebrar elecciones, fue la causa del descontento y la reacción de una gran cantidad de personas, que estallaron en las llamadas puebladas a partir de 1969. Como trasfondo se pueden citar la necesidad de los jóvenes de ser tenidos en cuenta, las noticias de los disturbios sociales en Europa, especialmente en París, y los medios de comunicación que informaban en tiempo real.
La primera pueblada que se hizo notar fue el Ocampazo, en el que la población de Villa Ocampo, al norte de la provincia de Santa Fe, se sublevó en defensa del Ingenio Arno, la fábrica de azúcar de la que dependía directa o indirectamente toda la población, y que la dictadura decidió clausurar, aparentemente para favorecer a los grandes ingenios de Salta y Jujuy. Varias manifestaciones terminaron con decenas de arrestos, pero se llamó la atención de la opinión pública lo suficiente para que la fábrica continuase operando.
La siguiente pueblada fue el Correntinazo, generado por el interventor de la sede Corrientes de la Universidad Nacional del Litoral cuando ordenó disolver el centro de estudiantes y multiplicar por cinco el precio de los alimentos en el comedor universitario. Los estudiantes protestaron enérgicamente y en menos de una semana ya se había sumado casi toda la población de la capital provincial. Esta pueblada fue más parecida a las que siguieron que la de Villa Ocampo, por la participación central de los estudiantes y sindicatos apoyándose mutuamente. Una represión criminal obligó a abandonar la lucha, pero la autoridad de la dictadura en Corrientes había quedado en ridículo. En el mes de mayo le siguieron el primer Rosariazo, en Rosario, y el Salteñazo, en la ciudad de Salta, similares a los hechos de Corrientes.

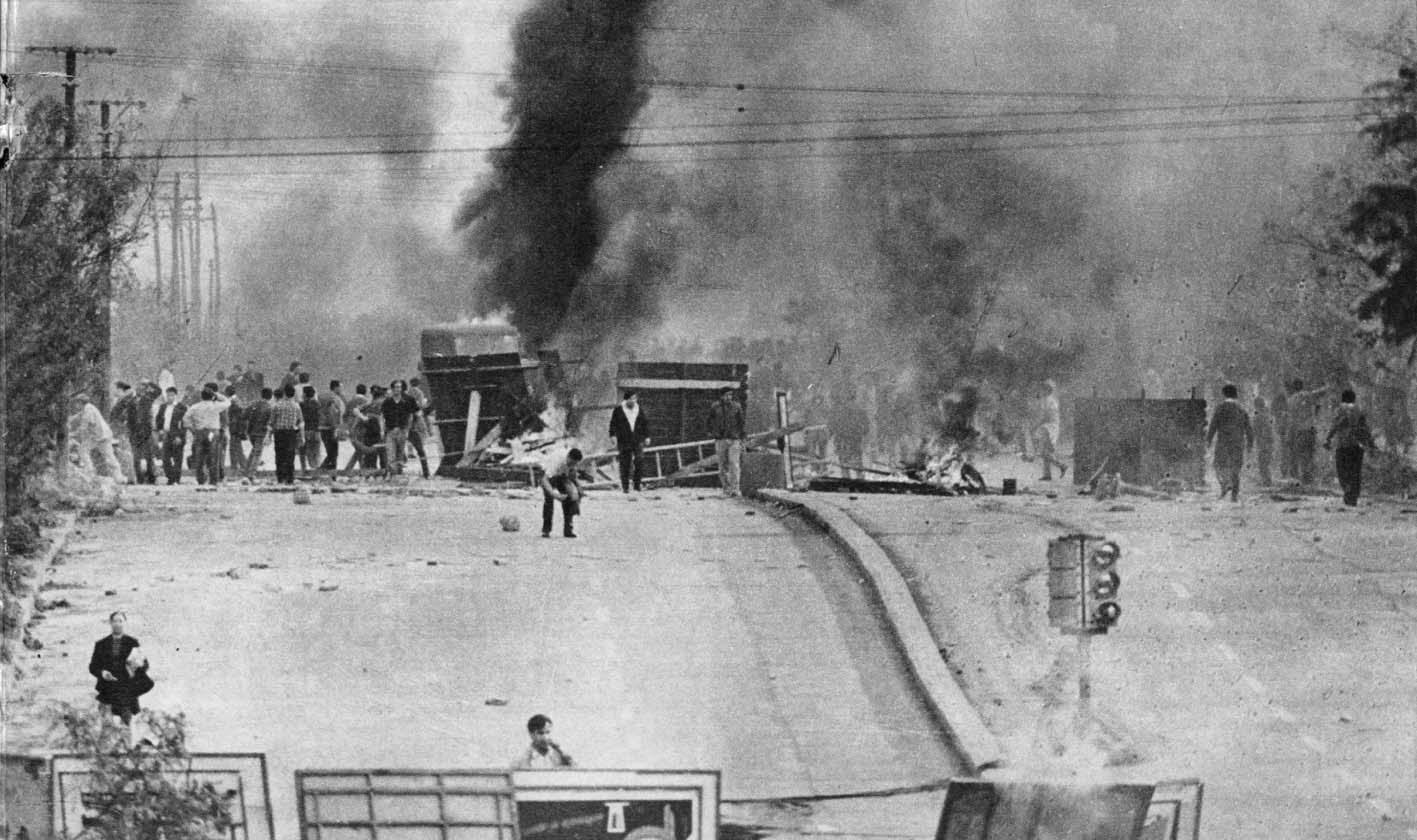
Barricadas y disturbios durante el Cordobazo

El Cordobazo fue el más notable de estos movimientos: nació impulsado por los sindicatos de la metalurgia, la industria del automóvil y de las generadoras de electricidad, y rápidamente fue apoyado por los estudiantes. A fines de mayo, los manifestantes controlaron la ciudad durante dos días, con evidente apoyo de la población. Fue derrotado por la intervención del Ejército, que trató a los manifestantes como a un ejército extranjero y enemigo. Cuatro hombres murieron en los enfrentamientos, ciento cuatro personas fueron enjuiciadas por tribunales militares, y quince de ellas condenadas a prisión, entre ellas los sindicalistas Elpidio Torres y Agustín Tosco, líderes de las manifestaciones. En la práctica, la dictadura no controló realmente la situación: quedó profundamente debilitada, y el dictador Juan Carlos Onganía pasó todo un año dudando entre sus limitadas opciones y jaqueado por la continuidad de las puebladas hasta renunciar, unos días después del primer aniversario del Cordobazo.
Estos movimientos, en principio, nada tenían que ver con la izquierda, sino con la reacción popular contra los abusos más burdos de la dictadura. Sin embargo, los movimientos juveniles y los grupos guerrilleros que no tardarían en surgir hicieron lo posible por apropiarse simbólicamente de las puebladas. Y claro que aparecieron algunos líderes netamente de izquierda, el más conocido de los cuales fue Agustín Tosco, que se declaraba marxista. Las puebladas continuaron hasta fines del año 1972, en que el primer regreso de Perón al país generó una nueva clase de optimismo, relacionado con lo que cada uno esperaba que fuera a hacer el viejo general.

### La Juventud Peronista, Montoneros y el Ejército Revolucionario del Pueblo
El 29 de mayo de 1970, tres jóvenes católicos, educados y formales, disfrazados de militares, consiguieron que el general Aramburu les abriera la puerta en su departamento de Buenos Aires; fue secuestrado, condenado a muerte en un «juicio popular» y ejecutado en represalia por el asesinato del general Valle en 1956. Era el nacimiento de Montoneros, el primer grupo foquista que resultó exitoso. Como varios de los grupos anteriores –sobre todo Tacuara– nació como un movimiento de derechas, peronista, pero rápidamente viró hacia la izquierda. Distintos grupos de la Juventud Peronista optaron por seguir a Montoneros, dando forma a la Izquierda Peronista como grupo fácilmente identificable.
No fue el único ni el primer grupo de esas características: también se formaron las Fuerzas Armadas Peronistas, que aparecieron en noviembre de 1968 en Tucumán, las Fuerzas Armadas Revolucionarias, el Frente Argentino de Liberación, Descamisados y otros, algunos de los cuales, años más tarde, se unirían a Montoneros.
Por fuera del peronismo, y con una identificación clara como movimiento de extrema izquierda, surgió en 1973 el Ejército Revolucionario del Pueblo (ERP), que incorporaba además el método foquista a ser aplicado en la selva, como lo habían hecho Ho Chi Minh y el Che Guevara.
De acuerdo a una estadística detallada, entre 1970 y 1972, Montoneros realizó 67 «operativos», las FAP 26, los dos en conjunto 11 más, Descamisados 10, otros grupos peronistas en total 83. Las FAR, que debieron hacer un cambio importante en su ideología antes de integrarse a Montoneros, realizaron 39. Entre los grupos trotskistas, el ERP llevó adelante 262 acciones, el FAL 61 y otros grupos 42. A esto hay que sumarle 598 operaciones hechas por grupos sin identificar, más 19 acciones de las que resulta dudoso que fueran realmente acciones de grupos armados y no de delincuentes comunes. En total, 1218 acciones armadas, solamente entre enero de 1970 y diciembre de 1972.
Mientras tanto, Perón –que continuaba exiliado en España– se fijó como objetivo volver al gobierno al frente de una coalición política e ideológica lo más amplia posible; es por eso que se vinculó e incorporó a su movimiento a todos los grupos que de un modo u otro combatieran a la dictadura. La izquierda peronista, que sin la iniciativa del general de atraerlos a sus filas hubieran evolucionado probablemente hacia fuera del Movimiento, recibió la bendición del anciano expresidente, que pretendía utilizarlos como mano armada de su proyecto político. De modo que la Juventud Peronista y hasta los Montoneros buscaron la forma de convivir con el resto del peronismo. Pronto la convivencia pacífica resultó imposible: la ortodoxia y la izquierda –que por entonces comenzó a ser llamada "La Tendencia"– tenían en muchas cuestiones puntos de vista completamente opuestos, y se enfrentaron entre sí cada vez más seguido, aunque todavía más en el plano discursivo que en los hechos.
La campaña electoral fue sumamente tensa, y estuvo marcada por los continuos cambios de reglas que iba imponiendo el dictador Alejandro Agustín Lanusse, todas ellas con la intención de perjudicar al peronismo y a Perón, quien permaneció proscripto hasta después de la asunción del vencedor, su antiguo delegado Héctor J. Cámpora. Su victoria fue tomada con optimismo por casi todas las agrupaciones de izquierda no peronista. Su primera medida fue poner en libertad –por medio de una amnistía que fue sancionada después de haber sido aplicada– a todos los presos que estuvieran en la cárcel por su militancia o su acción guerrillera. A continuación llevó adelante un programa que, si no era de izquierda porque no incluía la reforma agraria o la nacionalización de todas las grandes y medianas empresas, estaba orientado a favorecer el desarrollo económico a través de la satisfacción de las necesidades de los trabajadores. Era lo que se llamó la "primavera camporista".
Pocos días después de la victoria electoral de Cámpora, en marzo, el ERP había avisado que continuaría la lucha armada: la victoria del peronismo no era la victoria de la revolución socialista, de modo que no atacaría al gobierno pero continuaría su guerra particular contra las empresas trasnacionales y contra las Fuerzas Armadas. El grupo continuó atacando: coparon la central nuclear de Atucha, asesinaron a un vicealmirante, y en julio de ese mismo año lanzaron un ambicioso intento de copar el Comando de Sanidad del Ejército. Este hecho marcó un límite: Perón había regresado al país y lo tomó como un desafío personal, al que respondió ilegalizando tanto al ERP como a su ala política, el Partido Revolucionario de los Trabajadores. Ante el unánime repudio de toda la sociedad, incluidos los Montoneros, la intensidad de los ataques del ERP disminuyó un tanto, sin desaparecer del todo.
Por su parte, la masacre de Ezeiza rompió todos los puentes entre la Tendencia y los grupos derechistas del gobierno reunidos alrededor del ministro José López Rega, a quienes todavía respaldaba la CGT. Surgieron algunos grupos nuevos que intentaban operativos, pero con mucha más fuerza se reforzó el personal de Montoneros, que alcanzó a reunir hasta 1300 combatientes y decenas de miles de adherentes, nucleados en varios grupos dentro de la Juventud Peronista.

### Ofensivas guerrilleras
Ante la aparición y trayectoria de las organizaciones guerrilleras, especialmente de Montoneros, surgen naturalmente tres preguntas: ¿por qué surgieron estas agrupaciones?, ¿por qué se mantuvieron en el tiempo y surgieron otras? y ¿por qué la guerrilla peronista no desapareció cuando alcanzó su objetivo declarado, el regreso de Perón?
Una respuesta a la primera pregunta podría ser: la proscripción del peronismo que dio lugar a una generación cuya actuación política estuvo prohibida desde siempre, que lo único que tenían para hacer era colocar bombas y sabotear empresas al estilo de la resistencia peronista de los 50. Pero tras una serie de transformaciones sociales en la década de 1960, tales como el Concilio Vaticano II, el fin de la discriminación racial en Estados Unidos, la descolonización y el surgimiento de la juventud como actor social y político, surgieron el ejemplo cubano y la aventura del Che en Bolivia, que mostraron un camino alternativo, igualmente ligado a la violencia como herramienta del cambio social y político, pero que aparecía como viable.
Contra lo que puede parecer vistas desde el presente, las experiencias de los primeros años de las organizaciones –dejando de lado los desastres iniciales de Uturuncos o de Taco Ralo– aparecían a los ojos de los jóvenes de izquierda como relativamente exitosas, especialmente desde el punto de vista de la «propaganda armada»: los operativos eran ampliamente difundidos por la prensa nacional, lo que cumplía su objetivo propagandístico, en su mayor parte quedaban sin represalia y sus autores libres, y en algunos casos resultaban tácticamente exitosos, especialmente cuando su objetivo era matar a alguien, conseguir dinero u obtener armas. Eso explica en buena medida su permanencia y afianzamiento.
Desde su fundación, Montoneros había afirmado que su objetivo único era el regreso de Perón, quien resolvería los desacuerdos entre los objetivos de la izquierda peronista y el peronismo ortodoxo según su criterio. Pero no pudieron dejar de observar cómo, tras el regreso definitivo del general, la balanza se inclinaba rápidamente hacia los ortodoxos –especialmente hacia su cara visible, los sindicalistas no revolucionarios. Según Roberto Gil y otros autores, llegaron a la conclusión de que al "viejo" lo habían rodeado y había que liberarlo del cerco: para lograr "la revolución", alguien debería eliminar el predominio de los sindicalistas eliminando físicamente a un número importante de ellos, y eso sólo lo podía hacer Montoneros. El objetivo declarado había sido alcanzado pero el objetivo último, la revolución, no estaba asegurado aún, de modo que la lucha armada debía continuar.

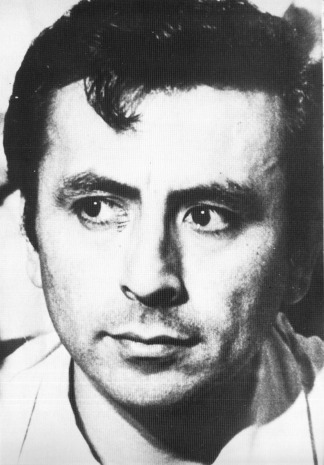
Mario Roberto Santucho, máximo dirigente del ERP

El año 1974 prácticamente comenzó con el copamiento del regimiento de Azul por parte del ERP, que decidió a Perón a terminar de una vez con ese grupo guerrillero, y a extender su decisión también a Montoneros, con los que rompió definitivamente.
Desde el año anterior, Perón había autorizado a José López Rega, su antiguo secretario y en ese entonces ministro de Bienestar Social, a formar un grupo parapolicial llamado Alianza Anticomunista Argentina o Triple A, que perseguía, secuestraba y/o asesinaba a sus enemigos políticos, especialmente izquierdistas y peronistas de izquierda. Desde el momento del ataque en Azul, Perón parece haberles dado vía libre para enfrentar a los «subversivos», como se los empezó a llamar.
Poco después, la Triple A anunciaba su primera lista de personajes a ser asesinados; hubo varias de ellas, y decenas o centenares de víctimas que no habían integrado listas. La especialidad de la organización eran los asesinatos en la vía pública.
Una serie de conflictos internos y la pretensión de «romper el cerco» del entorno de Perón –y enseguida en torno a Isabel, la viuda y sucesora del general– convencieron a los Montoneros de volver a la guerra contra el Estado argentino; no eran ya las condiciones objetivas que habían dado lugar a su surgimiento lo que impulsaba a Montoneros a continuar con su guerrilla y el terrorismo, sino las propias discusiones dentro del peronismo y de Montoneros.
El presidente envió al Congreso un proyecto para endurecer el Código Penal, en particular acerca de actos de terrorismo y sabotajes. Antes de que fuera tratado, llamó a su despacho a once diputados claramente identificados con la Tendencia y les exigió que, en nombre de la disciplina partidaria, votaran a favor; si no iban a aceptar esa disciplina, que se fueran. Renunciaron ocho de ellos, que enseguida fueron expulsados del Partido Justicialista.
El 1 de mayo de 1974, la Juventud Peronista, bajo una abundante cantidad de banderas de Montoneros, acudió a escuchar al presidente en la Plaza de Mayo; pero, a diferencia de otras veces, se dedicó a reclamarle a Perón que los tuviera más en cuenta y apartara de su lado a quienes los cantos de la JP llamaron «gorilas». El intercambio de gritos llevó finalmente a Perón a descalificarlos como «imberbes» y «estúpidos»; los Montoneros y la JP ligada a ellos se sintieron expulsados y abandonaron la Plaza: la ruptura era ya total.
Con excepción de las cuestiones económicas, que se hacían cada vez más complicadas, la política había sido reemplazada por completo por la guerra revolucionaria. Por consiguiente, los partidos políticos, incluidos los de izquierda, quedaron a un margen.
Desde marzo de ese año, el ERP se estableció en forma permanente en la provincia de Tucumán, acampando, entrenando y utilizando la selva como base de operaciones. Continuarían sus acciones en esa provincia hasta el mes de mayo de 1976.
El 1 de julio de 1974 falleció el presidente Perón, siendo reemplazado por la vicepresidenta, que era también su viuda, María Estela Martínez de Perón, en esa época universalmente llamada Isabel Perón. El gobierno fue controlado durante más de un año por su ministro López Rega, y –tras su expulsión del gobierno– por varios dirigentes ligados a la CGT, de los cuales el más destacado fue Ítalo Luder, que tampoco tenía el carácter ni el prestigio necesario para detener el deterioro del país.

### Los años de plomo
Un conjunto de decretos ordenaron a las Fuerzas Armadas «neutralizar y/o aniquilar el accionar de los elementos subversivos» en todo el país, lo que habilitó a las fuerzas de defensa a participar en la represión interna. El Ejército lanzó el Operativo Independencia, una operación militar a gran escala en Tucumán y gradualmente puso a las brigadas del ERP en esa provincia enteramente a la defensiva. El ERP intentó volver a tomar la iniciativa, atacando el batallón de Arsenales de Monte Chingolo, en el sur del Gran Buenos Aires. El fracaso significó el comienzo del fin para el ERP, que perdió un número enorme de combatientes. Por otro lado, tanto en Tucumán como en Monte Chingolo y el resto del país, el Ejército recurrió de forma masiva a la violación de los derechos de los guerrilleros capturados, que fueron torturados y asesinados en una alta proporción.
La violencia de ambos bandos, el desorden económico, el caos social y la falta de liderazgo político llevaron al país a una situación de total ingobernabilidad. Aunque ya se había llamado a elecciones, el 24 de marzo de 1976 las tres Fuerzas Armadas depusieron y arrestaron a Isabel Perón, reemplazándola por una Junta de Comandantes en Jefe, presidida por el del Ejército, Jorge Rafael Videla.
La dictadura subsiguiente, el llamado Proceso de Reorganización Nacional, no fue sólo un asunto de militares; formaban parte del mismo miembros y representantes de los grupos económicos más concentrados, y de los grupos sociales más reaccionarios, que se asociaron a los militares: éstos se dedicaron a imponer «el orden» por medio del exterminio de todos los guerrilleros, terroristas e izquierdistas en general, mientras que aquéllos impusieron cambios profundos en la economía y la sociedad, en beneficio propio: se liberaron todas las actividades económicas y financieras, menos los salarios, que fueron congelados, por lo cual la inflación aumentó mucho las ganancias de las empresas y destruyó el poder de compra de los salarios. Muchos empresarios denunciaron a los delegados sindicales de sus empresas para que fueran detenidos y desaparecidos; un informe del Ministerio de Justicia del año 2005 identificó 354 sindicalistas "de base" desaparecidos y 65 asesinados. A ellos se sumaron, por supuesto, los guerrilleros que aún quedaban y también miles de políticos peronistas y de izquierda, más cualquiera que reclamase un derecho, y muchas decenas de asesinados por error. En su gran mayoría, los detenidos-desaparecidos fueron militantes de grupos armados –no necesariamente combatientes– de los cuales el historiador Roberto Baschetti identificó alrededor de 4500, sólo de Montoneros y sus organizaciones paralelas.
También los partidos de izquierda tuvieron una gran cantidad de muertos: se han contabilizado alrededor de 260 personas afiliadas a estos partidos y sin relación con organizaciones guerrilleras. Pertenecían a todos los partidos de izquierda radical, inclusive al Partido Comunista, que había aplaudido el golpe de Estado y cuya actividad no había sido prohibida como la de todos los demás, pero que debió pagar su ideología de izquierda con 117 desaparecidos.
La guerra contra las organizaciones armadas duró poco más de un año: el ERP, puesto a la defensiva, fue perseguido hasta cada uno de los campamentos de la selva tucumana, y para mediados del año había desaparecido allí; el acto final fue la muerte de su líder Mario Roberto Santucho y del resto de sus dirigentes en el mes de julio. Montoneros duró algo más: el Ejército se hizo cargo de la dirección de la Policía Federal, que fue militarizada y utilizada para perseguir a los montoneros; la huida de los jefes sobrevivientes al exterior desmoralizó a los cuadros inferiores, que se terminaron de rendir a fines de 1976. Todavía en 1979 y 1980 harán un último intento de combatir a partir de tropas regresadas al país. Fue un rotundo fracaso, y marcó el fin de los Montoneros como fuerza armada.
Durante algo más de un año, los militares mostraban los cadáveres de los detenidos para mostrarlos como caídos en combate o durante operaciones terroristas. Pero, pasado un tiempo, quisieron justificar su usurpación del poder mostrando que habían ganado la «guerra contra la subversión», de modo que ya no podían aparecer cadáveres de «terroristas abatidos». Todavía tenían gran cantidad de prisioneros a los que habían torturado y que no podían poner en libertad, de modo que comenzaron a "desaparecer" a los arrestados y a sus restos mortales: a partir de entonces, la inmensa mayoría de los detenidos lo eran en centros clandestinos, y nadie volvía a saber nada de la mayor parte de ellos.
Mientras duró el gobierno de Videla, la dictadura se mantuvo sin fisuras; pero una serie de conspiraciones internas debilitó la estructura de las Fuerzas Armadas durante el mandato de su sucesor, al punto que éste duró menos de un año antes de ser reemplazado por Leopoldo Fortunato Galtieri. Fue en este período en que los sindicatos volvieron a organizar protestas y huelgas, durante el que los principales partidos políticos –aún cuando seguían prohibidos– se reunieron en una conferencia permanente llamada la Multipartidaria para hacer reclamos al gobierno y planificar la salida democrática del Proceso, y en cual se produjo la primera huelga general con manifestaciones masivas en las principales ciudades. Buscando retomar la iniciativa, Galtieri ordenó invadir las islas Malvinas. Todos los partidos respaldaron la aventura militar, que terminó en un desastre. Como resultado, el dictador fue reemplazado por otro, se legalizaron los partidos y los sindicatos, y se comenzaron a organizar las próximas elecciones.

## Recuperación de la democracia
Dos días después de iniciada, la dictadura había prohibido las actividades de las siguientes organizaciones de izquierda: el Partido Comunista Revolucionario (PCR), el Partido Socialista de los Trabajadores (PST), el partido Política Obrera (PO), el Partido Obrero Troskista y el Partido Comunista (marxista-leninista). Al menos en un principio, el Partido Comunista no fue prohibido; eso le permitió atravesar los años de la dictadura con la posibilidad de tener discusiones internas, de lo que resultó que, al quedar clara la salida electoral, no sufrió modificaciones ni divisiones.
Los demás partidos, en cambio, sufrieron una serie de crisis que incluyó divisiones y reagrupaciones, de las que salieron más homogéneos internamente, y más fortalecidos.

### La izquierda y la vuelta a la democracia
El Partido Socialista de los Trabajadores insistió varias veces en ser legalizado, pero ante la negativa de los funcionarios de la dictadura, sus dirigentes Nahuel Moreno y Luis Zamora optaron por presentarse bajo otro nombre y sin antecedentes: era el Movimiento al Socialismo, de orientación trotskista.
También perteneciente al trotskismo, Política Obrera se vio enfrentado al mismo tipo de negativas, por lo que optó por una solución similar, fundando el Partido Obrero, dirigido durante décadas por Jorge Altamira. Era un partido trotskista clásico, adelanto de lo que harían los partidos de esa tendencia en las cuatro décadas siguientes.
En 1982 existían en la Argentina cinco partidos llamados «Partido Socialista», todos desprendimientos del partido fundado por Juan B. Justo: el Partido Socialista Popular, el Partido Socialista Democrático, el Partido Socialista Auténtico, el Partido Socialista Unificado y la Confederación Socialista Argentina.
El Partido Socialista Popular, que no fue tan duramente perseguido por la dictadura por no haber elegido la lucha armada, comenzó un proceso de reorganización interna que moderó muchas de las posturas antiimperialistas y nacionalistas que había tenido desde sus orígenes. También mostró un apoyo crítico al Justicialismo durante los primeros años de la vuelta a la democracia bajo la dirección de Guillermo Estévez Boero: proponía algunas reformas profundas en lo laboral y la construcción de miles de viviendas. En 1980 creó junto a la CSA y otros partidos provinciales y locales que existían en la diáspora socialista de la Mesa de Unidad Socialista para empezar a unir a los diversos partidos herederos de Juan B. Justo en un único Partido. El Partido Socialista Auténtico era un desprendimiento del PS Popular, con un acento menos marcado en la defensa de la soberanía nacional, que era un concepto central en aquél; de todos modos, la dictadura no lo autorizó a participar en las elecciones de 1983.
El Partido Socialista Democrático era el más derechista de todos; de hecho, apoyó todos los golpes de Estado desde 1955 a 1976 y facilitó una importante cantidad de dirigentes al Proceso para que ejercieran como funcionarios nacionales. La Confederación Socialista era una creación de Alicia Moreau de Justo, que intentó recoger en una sola agrupación a militantes que habían quedado afuera de las distintas reagrupaciones y divisiones de los demás partidos socialistas. No participó en elecciones. Tampoco el Partido Socialista Unificado participó en elecciones, y su máximo dirigente, Simón Lázara, llamó a votar por el peronismo, aunque unos años más tarde sería aliado de la Unión Cívica Radical y diputado nacional por ésta.
El Frente de Izquierda Popular arrastraba conflictos internos entre los seguidores de Abelardo Ramos y los de Jorge Enea Spilimbergo, que terminaron de estallar apenas se liberó la acción de los partidos políticos. Los seguidores de Spilimbergo fundaron el Partido de Izquierda Nacional, mientras que Ramos alcanzó a salvar al FIP, con su sigla y símbolos.
El Partido Intransigente, impulsado por el prestigio de su presidente, Oscar Alende, no tuvo problemas para organizarse nuevamente y elaborar sin crisis alguna las listas de candidatos; entre ellos destacaban Raúl Rabanaque Caballero, Mariano Lorences, Marcelo Arabolaza, Miguel Monserrat y el coronel Juan Jaime Cesio, entre otros.

#### Elecciones en la década del '80
Las elecciones de octubre de 1983 marcaron el regreso a la democracia, y los resultados estuvieron fuertemente polarizados entre la Unión Cívica Radical –que se hizo con la presidencia, la mayoría de la Cámara de Diputados y un tercio de los gobiernos provinciales– y el Partido Justicialista, –que obtuvo la mayoría en el Senado y la mitad de las gobernaciones provinciales. Entre los partidos de izquierda y extrema izquierda, el mejor resultado lo obtuvo el Partido Intransigente, que consiguió ser el tercero, aunque con solamente el 2,78% de los votos; de todos modos obtuvo tres diputados, y seguiría siendo el tercero durante la mayor parte de la década. En el sexto lugar figuró el Partido Comunista dirigido por Fernando Nadra, con 182 000 votos; antes de las elecciones había anunciado que llevaría en su boleta electoral a los candidatos a presidente y vice del Partido Justicialista, pero el gobierno militar lo prohibió, de modo que se presentaron a elecciones sin candidato a presidente.
En el decimosegundo lugar quedó el Movimiento al Socialismo, dirigido por Zamora, y en el decimotercer lugar quedó el Partido Socialista Popular, con el 0,64% de los votos. Por su parte, el Partido Obrero obtuvo para diputados nacionales algo menos de 18 000 votos, que resultaron ser el 0,12% de los votos válidos. Ligeramente más exitoso resultó el Frente de Izquierda Popular, que obtuvo casi 19 000 votos, quedando en el 18° lugar. El Partido Socialista Democrático fue a las urnas asociado al Partido Demócrata Progresista, un partido netamente de derecha, y tuvo un cierto éxito, en comparación con los demás partidos de izquierda: obtuvo 125 000 votos, en total el 0,84%.
Sin presencia parlamentaria, y sin posibilidad de disputarle la calle –las manifestaciones públicas en el centro de la Capital– ni los sindicatos al peronismo, las actividades de la izquierda pasaron desapercibidas durante el gobierno de Raúl Alfonsín; el único ámbito en el que aumentó su presencia fue en los centros de estudiantes de las universidades públicas, donde alcanzaron a tener un peso considerable, especialmente las agrupaciones vinculadas con el Partido Comunista y con el Partido Intransigente. Durante los primeros años democráticos, la mayor parte de los centros de estudiantes estuvieron controlados por Franja Morada, agrupación perteneciente a la Unión Cívica Radical, aunque luego hubo notorios avances de la Juventud Intransigente y luego de la izquierda propiamente dicha, que logró imponerse en algunas facultades. Sin embargo, no logró controlar ningún centro de estudiantes a nivel universidad.
Para las elecciones de 1985, varios de los partidos de izquierda eligieron otra estrategia, uniéndose en frentes electorales. El Partido Intransigente no lo hizo, y revalidó su título de tercera fuerza, aunque quedó en cuarto lugar debido a que el peronismo fue dividido en dos listas distintas, que terminaron segunda y tercera a nivel nacional. Además duplicó sobradamente su número de votos, llegando a 930 000, y logró ubicar a seis diputados nacionales en el Congreso. En el sexto lugar, con 350 000 votos, que significaron el 2,3% de los votos válidos, el Frente del Pueblo reunió en una sola lista al Partido Comunista y al Movimiento al Socialismo. También el socialismo fue unido en un único frente: el Partido Socialista Popular y el Partido Socialista Democrático concurrieron como Unidad Socialista y lograron algo menos de 230 000 votos, que representaron el 1,49% del total. El Partido Obrero fue a las elecciones sin aliados, y aumentó en un 150% su caudal de votos, que quedaron en el 0,31% del total, mientras que el Frente de Izquierda Popular perdió casi dos tercios de sus votos.
En estas elecciones de 1985 surgieron dos grupos que no habían participado en la anterior: por un lado el Partido Comunista Revolucionario, que se presentó como Partido del Trabajo y del Pueblo, y por el otro el Partido Humanista, formado por seguidores del Humanismo Universalista fundado por Mario Rodríguez, más conocido como Silo, y que se presentó como «de izquierda no marxista». Este último logró reunir 36 000 votos, mientras que el PTP sólo obtuvo algo más de mil votos en las dos únicas provincias en que se presentó. Por último, el Partido Socialista Auténtico también logró menos de 1400 votos.
La Confederación Socialista quedó a la deriva a partir del fallecimiento de Alicia Moreau de Justo en 1986; dos años más tarde, muchos de sus afiliados se incorporaron al PSD, cambiando abruptamente la orientación ideológica del partido y haciéndolo virar hacia la centroizquierda. Entre los dirigentes incorporados se contaban Héctor Polino y Alfredo Bravo; este último era un reconocido militante por los derechos humanos, y ayudó a "limpiar" la imagen pública del PSD «colaboracionista». Dirigentes más jóvenes, como Ariel Basteiro y Jorge Rivas, completaron el giro a la centroizquierda e iniciaron conversaciones con el Partido Socialista Popular con vistas a la unificación.
En 1987, las tendencias en general siguieron siendo las mismas: el Partido Intransigente intentando cierto protagonismo a partir de su calidad de tercera fuerza, los socialismos intentando reunirse, y la extrema izquierda no pudiendo vencer la tentación de dividirse. El PI quedó cuarto, con unos pocos miles de votos menos, por debajo del justicialismo triunfante, de la UCR y de la derechista Unión del Centro Democrático. La Unidad Socialista, que incluía los socialismos Popular, Democrático y Auténtico, logró avanzar en solamente 30 000 votos. El Movimiento al Socialismo se presentó sin alianzas, y obtuvo casi 230 000 votos, que fueron dos tercios de los votos que había conseguido dos años antes aliado al PC; el Partido Obrero, que también se presentó en soledad, obtuvo algo más de 42 000 votos.
En 1989, la mayor parte de la izquierda se presentó como Izquierda Unida, obteniendo más de 580 000 votos. El Partido Obrero fue por fuera de IU, y obtuvo 53 000 votos, con lo que ganó solamente 10 000 votos nuevos. El Partido Humanista logró el que sería su mejor resultado, con casi cincuenta mil votos. Un Acuerdo Popular formado por partidos nuevos consiguió algo menos de diez mil votos.
Como había ocurrido desde la formación del peronismo, la izquierda no conseguía acercarse a las masas trabajadoras, que seguían identificándose con el Partido Justicialista, sino que predominaban en sus filas los jóvenes de clase media. Eso comenzaría a cambiar en la década siguiente, por un inesperado giro ideológico del PJ.

### La década neoliberal
El 23 de enero de 1989 se produjo un ataque al Regimiento de Infantería Mecanizado 3, ubicado en La Tablada, por parte de unos 70 miembros de un casi ignoto grupo izquierdista Movimiento Todos por la Patria. Había sido fundado por Enrique Gorriarán Merlo, exmiembro del ERP, que en principio tenía como objetivo llamar la atención del país sobre un supuesto golpe de Estado que se habría estado preparando. Considerando que este golpe era inminente, planearon atacar un cuartel, provocar una insurrección popular y tomar el gobierno. La rápida reacción de la policía y del ejército frustró sus planes y la casi totalidad de los miembros del MTP terminaron arrestados o muertos; de entre estos últimos, se denunció que algunos fueron asesinados. Ese fue, hasta el presente, el último "operativo" de una organización armada de izquierda en la Argentina.
El 14 de mayo se realizaron las elecciones nacionales, durante las cuales la izquierda en su conjunto consiguió –en las elecciones presidenciales– unos 700 000 votos, de los cuales 580 000 fueron de Izquierda Unida.
Los dirigentes de partidos de izquierda se manifestaron con mucha insistencia en contra de pagar la deuda externa. Entre ellos destacó Jorge Altamira, del Partido Obrero. Unos días después de las elecciones, Altamira fue invitado a debatir con el ministro del Interior en la Casa de Gobierno; a la salida de su reunión fue inesperadamente arrestado, ya que había sido denunciado por el mismo ministro que lo había invitado. Esa actitud fue muy duramente criticada por los partidos de izquierda y por el peronismo. Entre las acusaciones en su contra estaba la de utilizar un nombre falso: en efecto, su nombre real era José Saúl Wermus, pero el uso de un seudónimo era una medida de seguridad de la época de la dictadura de Onganía y del Proceso, para no ser arrestado ni posiblemente asesinado por su ideología y militancia. Pocos días más tarde fue puesto en libertad.

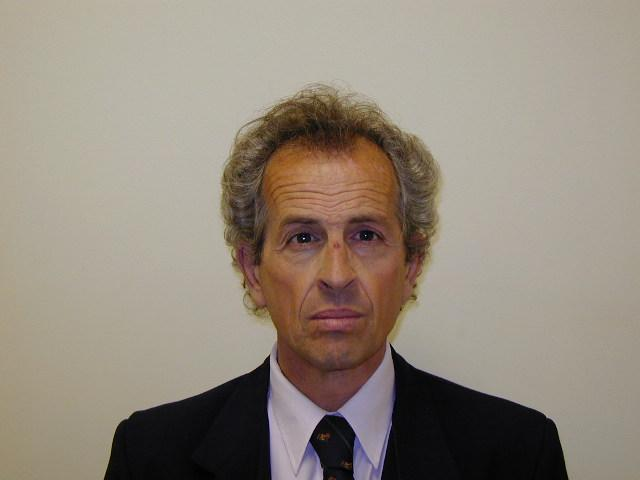
Luis Zamora, primer diputado trotskista de la Argentina

En 1989, Luis Zamora, del MAS, se convirtió en el primer diputado trotskista de la Argentina, después de haber derrotado a Néstor Vicente del Partido Comunista; durante su mandato presentó un proyecto de despenalización del aborto y otro de nulidad de las leyes de obediencia debida, punto final e indultos. Donaba parte de su sueldo de diputado a su partido, y siempre se negó a cobrar el sueldo vitalicio que les corresponde a los legisladores nacionales con mandato vencido, conocido popularmente como «jubilación de privilegio». Se hizo especialmente conocido por repudiar la presencia en el Congreso del presidente George Bush. Si bien todos los partidos de izquierda se dividieron varias veces desde el regreso de la democracia, el MAS se dividió y subdividió tantas veces que fue dado por extinguido hacia 2001.
En 1989, el Partido Socialista Popular obtuvo su mayor victoria hasta entonces, cuando logró hacerse con el gobierno de Rosario, en ese momento la segunda ciudad del país por número de habitantes; el intendente Héctor Cavallero lograría, además, la reelección en 1991. En 1995 fue desplazado por Hermes Binner, también del PSP, quien mantuvo su cargo hasta el año 2003, en que fue elegido gobernador de la provincia de Santa Fe.
A nivel nacional, en 1989 Unidad Socialista logró 445 000 votos en las elecciones legislativas; dos años más tarde lograría casi el doble: 880 000 votos. En cambio, en 1993 su caudal de votantes se redujo en dos tercios: sólo obtuvieron algo menos de 300 000 votos. Este fracaso llevó a la ruptura de Unidad Socialista. Tanto el Partido Socialista Popular como el Democrático se integrarían al Frepaso y luego a la Alianza.
El punto máximo del crecimiento de la izquierda se alcanzó en 1989, cuando Izquierda Unida obtuvo un 3,49% de los votos para diputados nacionales. En 1991 ya había comenzado a retroceder, alcanzando un 2,17%, y en 1993 ya estaban divididos otra vez: el Partido Obrero obtuvo un 0,76%, el MAS un 0,36%, el Partido del Trabajo y del Pueblo un 0,14%, Corriente Patria Libre un 0,14%, y el Partido de los Trabajadores por el Socialismo un 0,04%: en conjunto, un 1,44%.
Los militantes de izquierda, en particular de los partidos trotskistas, tuvieron actuaciones muy visibles con gigantescas concentraciones en la calle contra los indultos del presidente Menem a los criminales de lesa humanidad, y contra la privatización de casi todas las empresas públicas. El éxito de Menem en imponer ambas políticas debilitó en gran medida a la izquierda, aunque la crisis de fines del año 2001 le dio una nueva oportunidad, especialmente por la creación de las «asambleas barriales» –que pretendían reemplazar al ineficaz gobierno por la autogestión de los «vecinos»– en las cuales los activistas de izquierda, y especialmente los trotskistas, tuvieron una actuación destacada.
Por su parte, el máximo representante de la centroizquierda, el Partido Intransigente, se volvió completamente dependiente de su fundador, Oscar Alende. Formó parte de la alianza que llevó a Carlos Menem a la presidencia, y cuando éste se reveló un defensor del neoliberalismo pasó a la oposición. Logró ubicar un único diputado –el propio Alende– en 1993, pero éste se alineó con el Partido Justicialista y con el presidente Menem hasta su fallecimiento en 1996. Desde entonces, el PI fue un componente menor de todas las alianzas de centroizquierda: el Frente Grande en 1993, el Frepaso en 1995, la Alianza en 1999 y el ARI en 2003. Desde 2007 se alió permanentemente al kirchnerismo, formando parte sucesivamente del Frente para la Victoria, el Frente de Todos y Unión por la Patria. Su caudal electoral se supone casi insignificante, pero podría no ser así: en la única oportunidad en que se presentó solo o como cabeza de una alianza –en Mendoza en 2017– logró un sorprendente tercer lugar con el 17% de los votos, y la elección de tres diputados y tres senadores provinciales, además de un diputado nacional: José Luis Ramón.
En el año 2000, el PIN se disolvió y, con la incorporación de jóvenes políticos provenientes del movimiento social, fue fundado en su lugar el partido Patria y Pueblo (PyP), del que Spilimbergo fue secretario general hasta su fallecimiento, el 4 de septiembre de 2004.

### ElsigloXXIy la hegemonía trotskista
En octubre de 2001, Luis Zamora –expulsado algunos años antes del MAS– se presentó como candidato a diputado por la agrupación Autodeterminación y Libertad; como candidato a senador iba el actor Norman Brisky. El partido siguió existiendo y participando en elecciones nacionales y de la Ciudad de Buenos Aires; se define a sí mismo en ocasiones como «izquierda no tradicional», y otras veces como no izquierdista, sosteniendo que el pueblo debe autogobernarse, sin partidos que pretendan decirle qué hacer. En 2015 se presentó a las elecciones de jefe de Gobierno porteño y obtuvo un 3,87% frente a un 3,05% obtenido por la lista del Frente de Izquierda y de los Trabajadores, encabezada por Myriam Bregman.

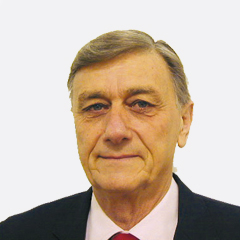
Hermes Binner, en Santa Fe, fue el primer gobernador socialista de la historia argentina

Desde junio de 2002, los dos partidos socialistas volvieron a ser un único Partido Socialista, con autoridades comunes y sin diferencias doctrinales entre ellos y con una posición marcadamente socialdemócrata y centroizquierdista. Desde hace unos años, el partido ha demostrado un extremo prágmatismo que le llevó a mantener alianzas provinciales y nacionales con partidos que van desde el centro a la derecha como pueden ser la Unión Cívica Radical, el PRO y el Peronismo Federal. Sus éxitos electorales, por otro lado, se limitaron primero a la ciudad de Rosario y luego a la provincia de Santa Fe, a la que gobernaron –inicialmente encabezando el Frente Progresista, Cívico y Social, alianza entre la UCR, el ARI y el Partido Demócrata Progresista, básicamente una alianza contra el peronismo. Fuera de Santa Fe sigue siendo un partido poco significativo.
En 2007, Jorge Rivas fue nombrado vicejefe de Gabinete de la Nación, lo que llevó al Partido Socialista a un conflicto interno; junto con varios dirigentes que lo respaldaron, fundaron la Unidad Socialista para la Victoria como línea interna, aliada del kirchnerismo. Cuando, en 2011, manifestaron su deseo de participar del Frente para la Victoria, fueron expulsados y fundaron la misma USPV como partido político nacional.
En 2003, algunos exmilitantes del Movimiento al Socialismo crearon el Nuevo MAS, que actualmente forma parte de una larga lista de partidos políticos de izquierda y de centroizquierda que no se presentan a elecciones por sí mismos: golpeados por sucesivos fracasos, y amenazados de ser clausurados debido a las sucesivas elecciones en que no han obtenido el número de votos mínimo exigido para continuar existiendo, en su mayoría –incluyendo al Partido Comunista, el Partido Humanista, el Partido Intransigente y otros– se unieron en el Frente para la Victoria, del peronismo kirchnerista, y desde 2023 forman parte de la Unión por la Patria.

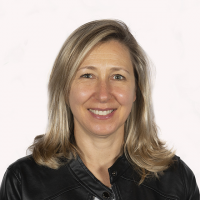
Myriam Bregman, dirigente nacional del Partido de los Trabajadores Socialistas en el Frente de Izquierda - Unidad

Hay, sin embargo, una notable excepción: en 2011, el Partido Obrero (PO), el Partido de los Trabajadores Socialistas (PTS) e Izquierda Socialista (IS) se unieron en el Frente de Izquierda y de Trabajadores (FIT), en 2019 renombrado Frente de Izquierda y de Trabajadores - Unidad (FIT-U) con la adhesión del Movimiento Socialista de los Trabajadores (MST). No se unieron los partidos, que conservaron cada uno su personalidad y sus mutuas recriminaciones, pero desde entonces concurren unidos a las elecciones, y sin roces públicos durante las campañas electorales. Además, para un ámbito propenso a la fragmentación como los partidos de izquierda, haberse mantenido unido durante más de una década es un mérito en sí mismo. Su máxima aspiración, como la de toda la izquierda desde hace ochenta años, es quitarle al peronismo la adhesión de los trabajadores; en las últimas campañas electorales han buscado aprovechar que los del peronismo han sido candidatos centristas y pragmáticos, como ha sido el caso de Sergio Massa.
Los partidos trotskistas dirigen algunos sindicatos, pero su influencia es mucho mayor a través de los sindicatos controlados por el peronismo donde crean comisiones sindicales independientes y lanzan huelgas masivas. Eso es especialmente notable entre los sindicatos ferroviarios y los del Subte de Buenos Aires. También tienen mucho peso en el movimiento piquetero, entre los estudiantes universitarios, y en las agrupaciones feministas. El periódico digital del PTS, La Izquierda Diario es consultado diariamente por decenas de miles de personas.
Caído el Muro de Berlín, a los trotskistas argentinos les cuesta mucho definir a qué clase de sociedad aspiran. En cambio, son muy eficaces en sus reclamos y reivindicaciones sociales y laborales, y suelen adoptar rápidamente los de otros colectivos.